# Saint-Pierre-et-Miquelon
Saint-Pierre-et-Miquelon est un archipel français d'Amérique du Nord, situé dans le golfe du Saint-Laurent, non loin de sa limite avec l'océan Atlantique, au sud de l'île canadienne de Terre-Neuve (province de Terre-Neuve-et-Labrador).
Ancienne colonie, puis territoire d'outre-mer de l'Union française (1946-1976), puis département d'outre-mer (1976-1985), puis collectivité territoriale à statut particulier (1985-2003), Saint-Pierre-et-Miquelon est aujourd'hui une collectivité d'outre-mer. Ainsi, l'archipel est un pays et territoire d'outre-mer ne faisant pas partie intégrante du territoire de l'Union européenne. Il ne fait ni partie de l'espace Schengen, ni du territoire douanier européen,. En revanche, Saint-Pierre-et-Miquelon fait partie de la zone euro, d'Euratom et ses habitants disposent de la citoyenneté européenne. En tant que territoire, Saint-Pierre-et-Miquelon est membre de l'Organisation des pêches de l'Atlantique nord-ouest (OPANO), de la Commission mixte de coopération régionale et de l'Association des pays et territoires d’outre-mer de l’Union européenne (OCTA).
Il est principalement composé de deux îles : l'île Saint-Pierre, la plus petite des deux, qui abrite 86 % de la population, au côté de Miquelon, constituée de trois presqu'îles reliées entre elles par deux tombolos. Il existe d'autres petites îles et îlots dont l'île aux Marins. Celle-ci n'est plus habitée de manière permanente mais elle est une destination touristique liée à son patrimoine. L'île Saint-Pierre se trouve à 19 km au sud-ouest de l'extrémité occidentale de la péninsule de Burin, dans la partie méridionale de Terre-Neuve, Miquelon étant à 21 km à l'ouest-sud-ouest de cette même péninsule.
L'archipel est l'un des sept territoires français en Amérique (avec la Guadeloupe, la Martinique, la Guyane, Saint-Martin, Saint-Barthélemy et l'île Clipperton) mais le seul en Amérique septentrionale, dernier vestige de la Nouvelle-France, perdue lors de la guerre de Sept Ans au milieu du XVIIIe siècle. Il faisait alors partie de la colonie française de Terre-Neuve.

## Toponymie
En 1520, le navigateur portugais João Álvares Fagundes baptise l'archipel en l'honneur de sainte Ursule, alors qu'il débarque le jour de sa fête, l'archipel des onze mille vierges. Ensuite, Jacques Cartier le nomme ysles Sainct Pierre lors de son passage en juin 1536, reprenant une dénomination pré-existante; saint Pierre est le saint patron des pêcheurs (avec saint André, saint Antoine de Padoue, saint Nicolas de Myre, et saint Zénon de Vérone).
Le nom de Miquelon est attesté sous la forme Micquelle au XVIe siècle dans le manuel de navigation d'un capitaine basque, Martin de Hoyarsabal, en partance pour Terre-Neuve. Miquelon pourrait s'expliquer par l'anthroponyme Michel,, la forme basque correspondant à ce nom de personne étant précisément Mikel.
Le nom de l'île adjacente, Langlade est attesté sous les formes Terra England entre 1610 et 1675, Langlois en 1670 (carte de Visscher), c dangleterre en 1674 (carte de Denis de Rotis) et Detcheverry de 1689, Lanaloy en 1675 (carte de Thornton), I anglois miclon en 1675, Angueleterraco en 1677 (carte de Detcheverry), Langlois en 1693, Cap de Langlais en 1694, Langlois sur les cartes de 1700, 1719, 1721.

## Histoire

### Avant 1500: peuplements autochtones
Les témoignages d'occupation les plus anciens remontent à la période Archaïque maritime, soit 3000-1200 av. J.-C..
Les îles ont été visitées par des Paléoesquimaux (Paléo-Eskimos, Tuniit): 
- Groswatériens (800 à 100 av. J.-C. (AEC), Paléoesquimaux anciens)[19],
- Dorsétiens (100 à 900 apr. J.-C., Paléoesquimau récent)[20].

Entre 1100 à 1500, les ancêtres des Béothuks établissent un camp à l'Anse-à-Henry sur l'île de Saint-Pierre.

### De la colonisation au développement de l’archipel

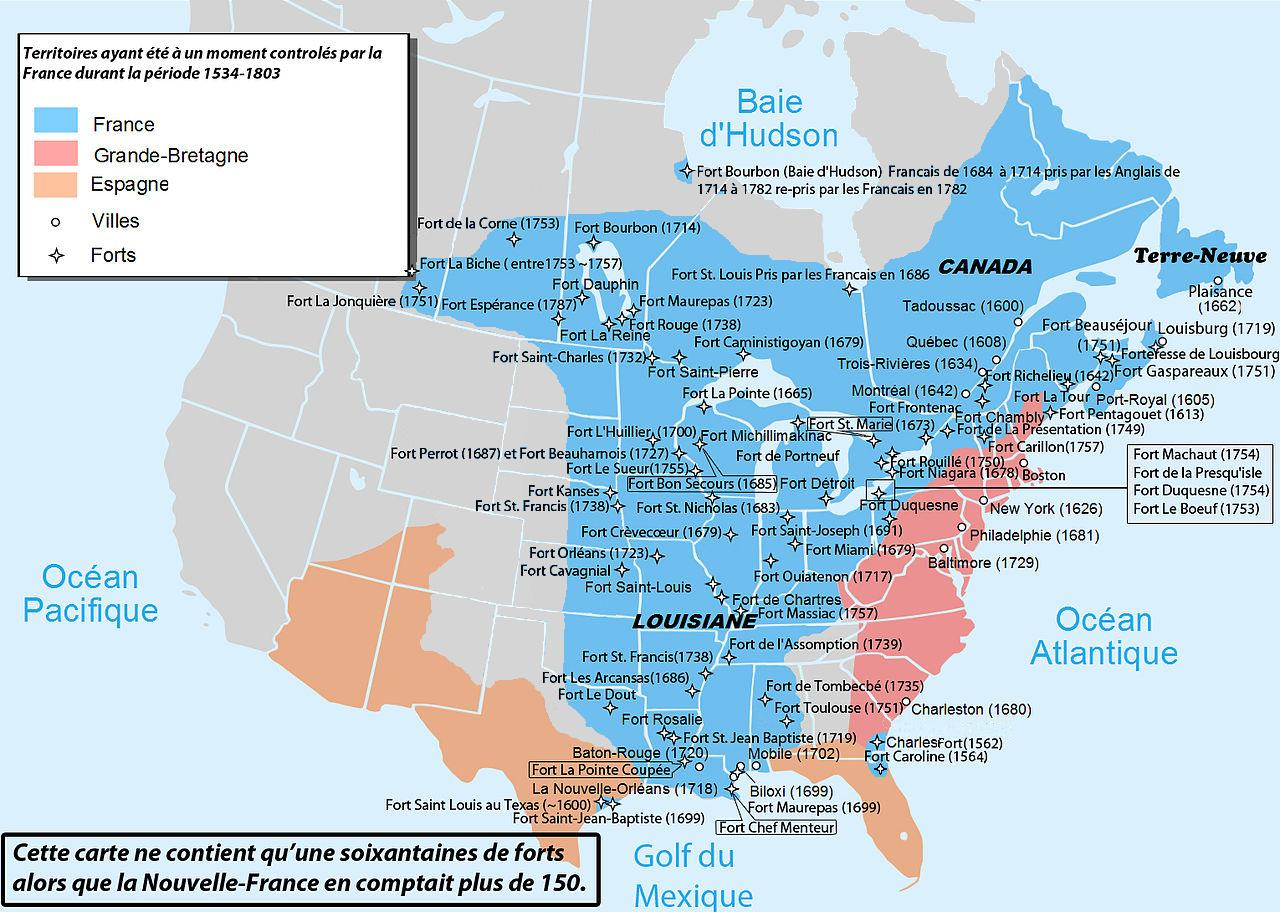
La Nouvelle-France, à partir de 1713, par le traité d’Utrecht, perdait l'archipel de Saint-Pierre-et-Miquelon.
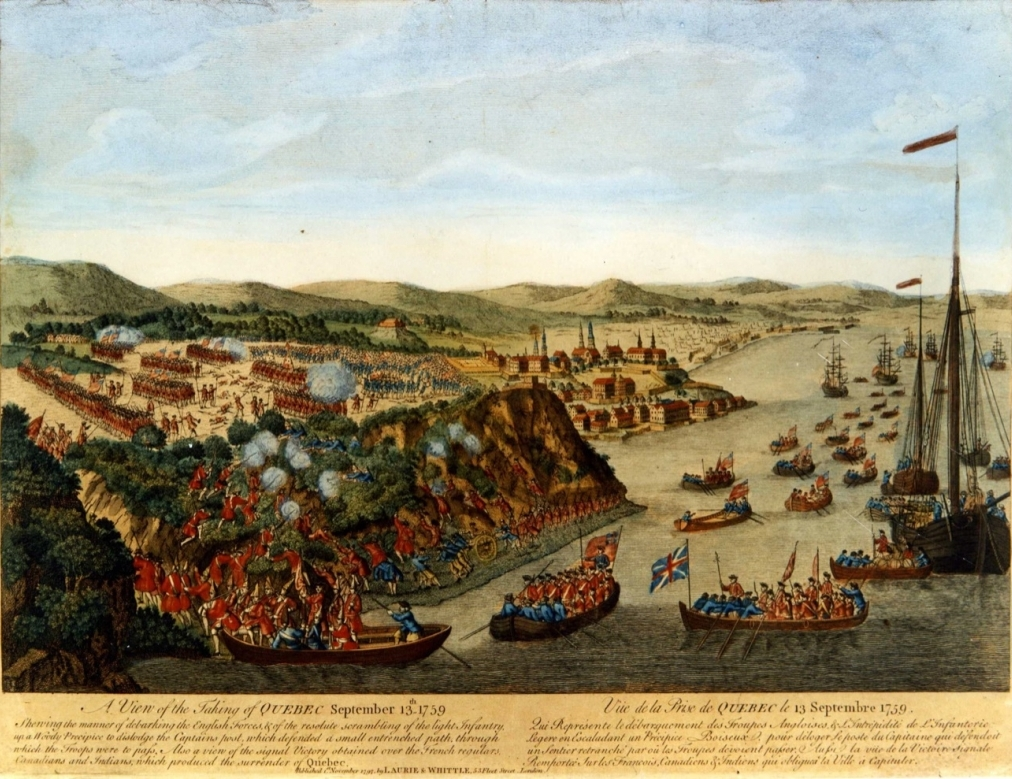
La conquête de Québec en 1759 est la source du traité de Paris qui, en 1763, redonne Saint-Pierre-et-Miquelon à la France.
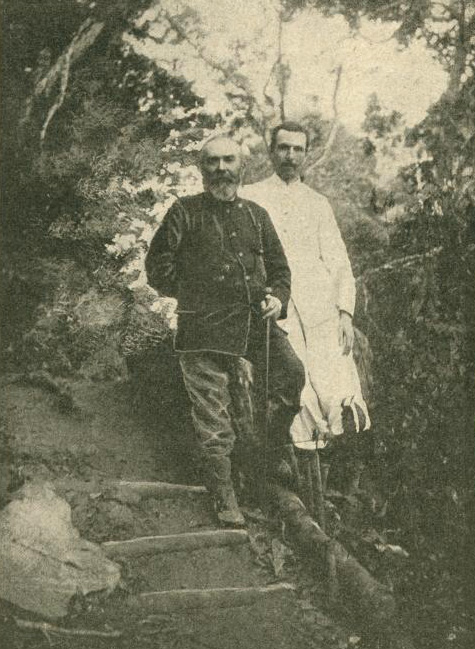
Henri-Félix de Lamothe, commandant puis gouverneur de Saint-Pierre-et-Miquelon à la fin du XIXe siècle.

| Statuts et appartenances historiques Nouvelle-France (Colonie de Terre-Neuve) (XVIIe siècle–1713) Amérique du Nord britannique (St. Peter's, Terre-Neuve) (1713–1763) Royaume de France (Colonie de Saint-Pierre) (1763–1793) Amérique du Nord britannique (St. Peter's, Terre-Neuve) (1793–1815) Royaume de France (Colonie de Saint-Pierre) (1815–1848) France (Colonie de Saint-Pierre) (France) (1848–1852) Empire français (Colonie de Saint-Pierre) (1852–1871) France (Colonie, puis collectivité) (France) (1871–) |

L'arrivée du navigateur portugais Faguendes le 21 octobre 1520 est souvent citée comme date de découverte de l'île, mais cette découverte pourrait être antérieure : elle est aussi attribuée au navigateur gênois Jean Cabot en 1497. On cite également le florentin Verrazzano en 1524 parmi les découvreurs.
Jacques Cartier reconnaît et nomme l'île de Saint-Pierre lors de son deuxième voyage en 1536.
Les îles servent de base aux pêcheurs normands, bretons et basques au XVIe siècle et les premières installations permanentes de ces derniers sont datées autour de 1604.
Ils y pratiquent la chasse baleinière (si l'on se réfère à leur arrivée précoce pour cette activité en Amérique du Nord, la date pourrait être bien antérieure), certainement la baleine franche (dite « baleine des Basques »), la baleine du Groenland et la baleine grise. Ces origines provinciales se retrouvent sur le drapeau de l'archipel.

### Les périodes d'occupation britannique

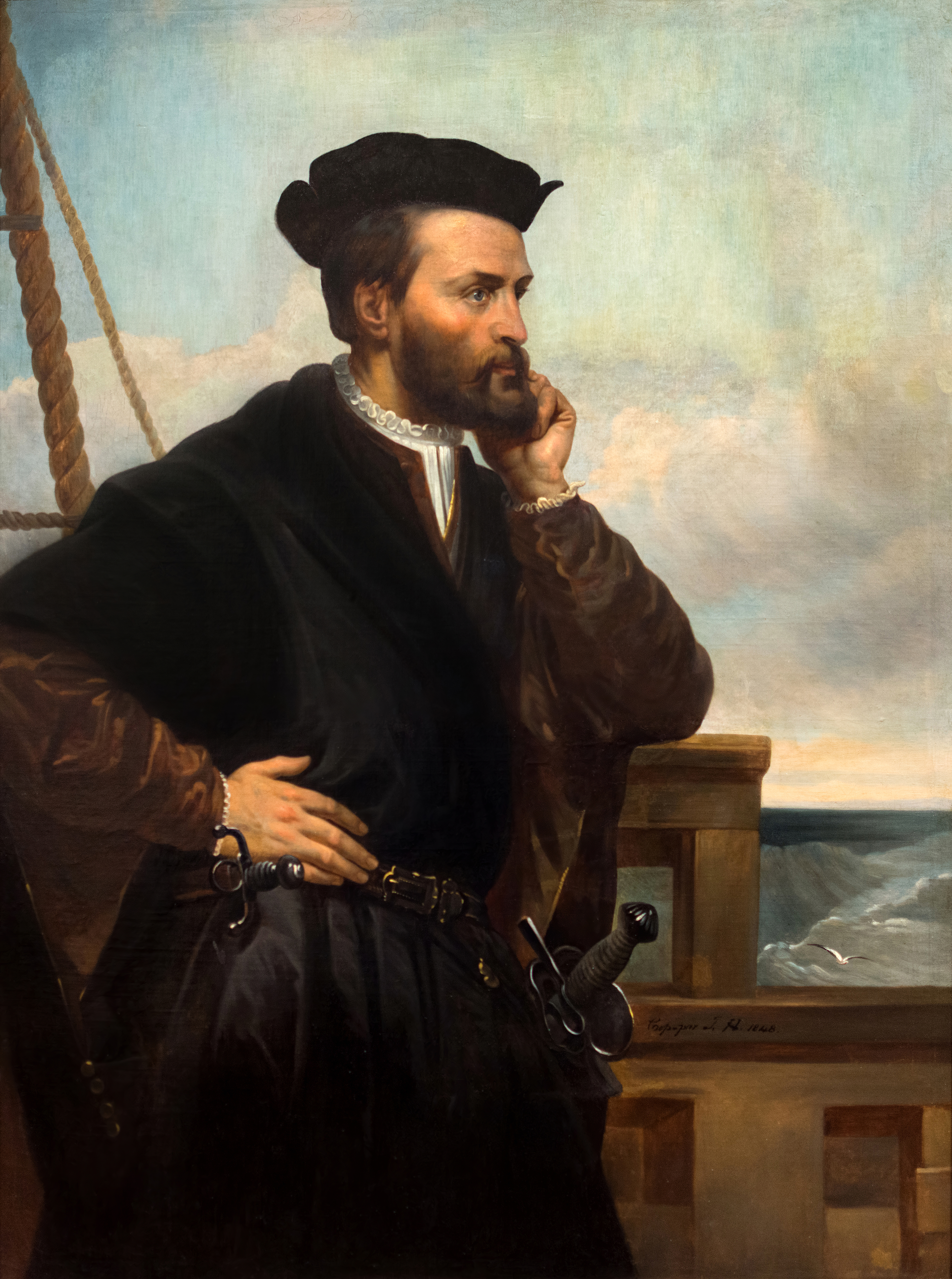
C'est Jacques Cartier au XVIe siècle qui écrit pour la première fois le nom de l'ile de Saint-Pierre.

Au XVIIIe siècle, les îles furent abandonnées lors de la ratification du traité d'Utrecht de 1713, qui octroie à la France un droit exclusif de pêche sur le littoral de l'île de Terre-Neuve désigné sous le terme de côte française de Terre-Neuve. Les îles de Saint-Pierre et de Miquelon sont ensuite récupérées officiellement par la France lors du traité de Paris de 1763. Après une défaite infligée par les troupes américaines et françaises, les forces britanniques présentes en Nouvelle-Écosse attaquent les îles en 1778 et déportent la population, y compris des réfugiés de la déportation des Acadiens de 1755. L'archipel est cependant à nouveau rendu à la France lors du traité de Versailles (1783).

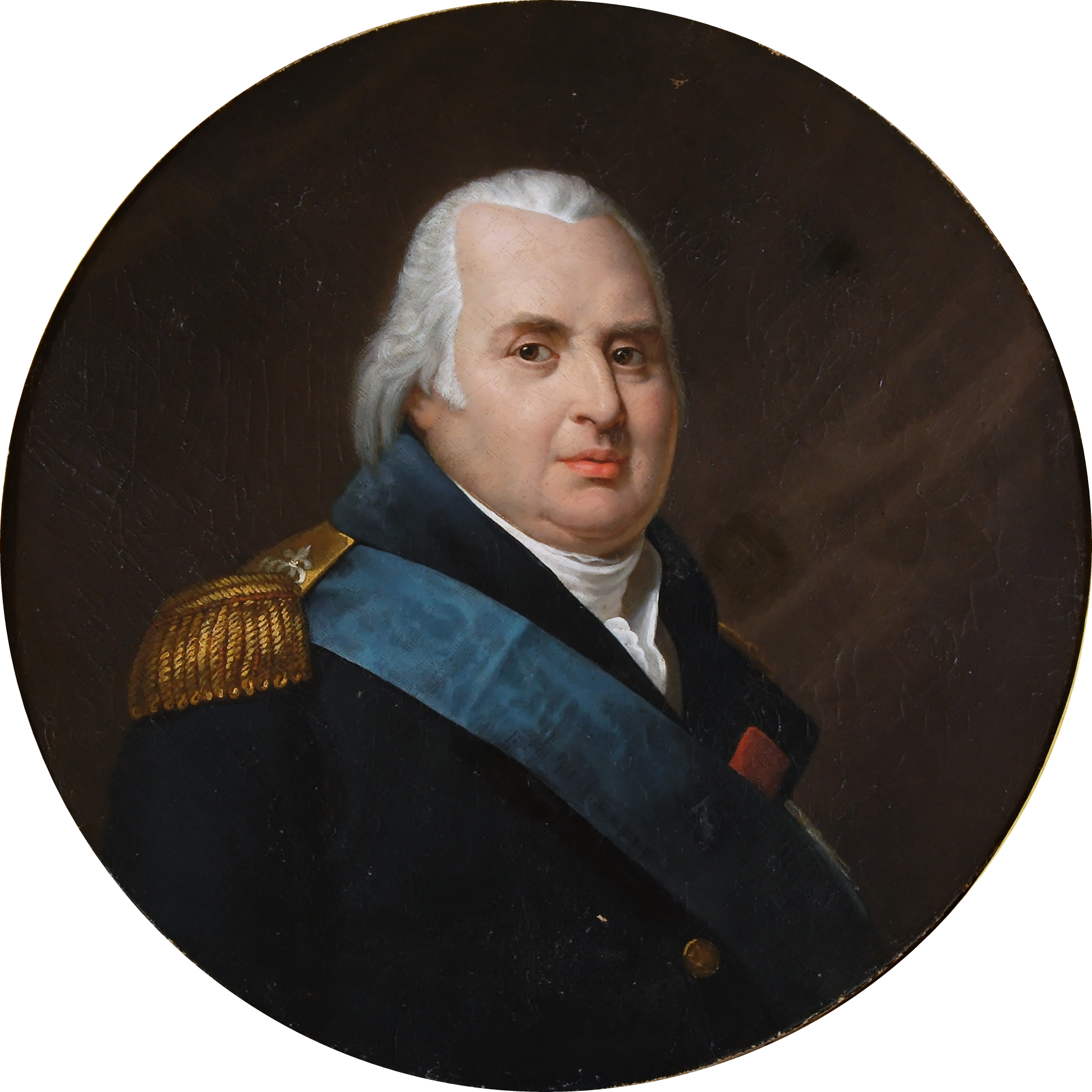
C'est sous Louis XVIII que fut signée la rétrocession définitive de Saint-Pierre-et-Miquelon à la France.

Plusieurs voyageurs illustres visitent l’archipel encore très peu développé, comme le géographe Jean-Dominique Cassini en 1768, et l’écrivain français Chateaubriand en 1791 qui immortalise l’archipel dans les Mémoires d'outre-tombe.
Lors de la Révolution française, la communauté acadienne quitte subitement l'île de Miquelon pour se réfugier aux îles de la Madeleine, alors que l'exercice républicain à Saint-Pierre connait un terme brutal lors de la nouvelle attaque britannique de 1793. Il faut attendre la Restauration de Louis XVIII pour que la dernière rétrocession par le Royaume-Uni (dont la Nouvelle-Écosse est encore une colonie) des îles Saint-Pierre et Miquelon à la France soit définitive.

### Développement moderne et début de prospérité de la colonie
Parmi les visiteurs célèbres de l’époque qui relatent la vie et étudient cette petite colonie française de pêcheurs, dans le dernier morceau de territoire de l’ancienne Nouvelle-France devenu un simple marchepied sur la route de l’Amérique du Nord et les bancs de pêche de Terre-Neuve, on peut citer le comte Arthur de Gobineau, diplomate et écrivain, vers 1850, ainsi que le docteur Albert Calmette, présent dans l’archipel de 1888 à 1890.

#### Pêche
Pendant la seconde moitié du XIXe siècle, l'archipel de Saint-Pierre-et-Miquelon connaît un essor économique important fondé sur la pêche à la morue.

#### Relais télégraphique
À partir de 1869, il sert de relais aux communications télégraphiques par câble sous-marin entre la France (Brest-Petit Minou puis Brest-Déolen) et les États-Unis (presqu'île de Cap Cod).

#### Prohibition aux États-Unis
L'archipel a un certain rôle lors de la prohibition aux États-Unis puisque du fait de son statut de colonie française, la loi américaine (le Volstead Act) n’y était pas applicable. L'île connaît, de 1919 à 1933, une réelle prospérité grâce au trafic d’alcools, de vins français et de whisky, acheminés clandestinement sur les côtes canadiennes et américaines par des goélettes ou des vedettes rapides (rhum runners) construites au Canada et montées par des Saint-Pierrais. Ce fut l'époque des bootleggers.
Jusqu'en 1933, date où la prohibition est levée, jusqu'à 300 000 caisses d'alcool passent par an dans l'archipel. Les marins de Terre-Neuve recevaient les boissons alcoolisées en caisses. Ils les transféraient dans des sacs de jute et récupéraient le bois. Le bois des caisses d'alcool abandonnées sert de combustible et à la construction de nombreuses maisons, parmi lesquelles la villa Cutty Sark, entièrement réalisée à partir de caisses de whisky du même nom. Dans les années 1970, on pouvait encore voir à Saint-Pierre, un hangar bardé des planches de caisses d'alcools, de champagnes français. En cas d'interception d'un bateau contrebandier par les garde-côtes américains, il suffisait de jeter les sacs à la mer par le bord du navire opposé à celui vers lequel avançaient les forces de police. Les sacs coulaient instantanément. Lorsque l'équipage de contrôle embarquait, il n'y avait plus trace de la fraude partie vers les grands fonds. La cargaison était perdue, mais cela évitait aux contrevenants d'être emprisonnés. Le risque d'être ainsi arraisonné faisait partie des frais de l'expédition et justifiait le prix ahurissant que payaient les destinataires. Ceci expliquait aussi la prolifération de boissons contrefaites peut-être moins chères que celles provenant vraiment d'Europe.

### Seconde Guerre mondiale
Pendant la Seconde Guerre mondiale, après l'armistice du 22 juin 1940 et l'occupation partielle de la France par les Allemands, l'administration de Saint-Pierre-et-Miquelon est sous le contrôle du régime de Vichy.
L'administrateur Gilbert de Bournat dut négocier avec les autorités des États-Unis afin d'obtenir quelques subventions financées par les réserves d'or françaises. Il était en cela mandaté par son supérieur direct, l'amiral Georges Robert, nommé en septembre 1939 commandant en chef de l’Atlantique-Ouest et haut-commissaire de France aux Antilles, à Saint-Pierre-et-Miquelon et en Guyane.
À cette même époque, le Canada voisin avait préparé, avec l'aval de Washington, un projet de débarquement pour occuper Saint-Pierre-et-Miquelon. Plusieurs prétextes furent avancés, parmi lesquels des émissions radio qui diffusaient la propagande de Vichy. Certains avancèrent même que cette station radio aidait les U-Boote allemands présents sur les bancs de Terre-Neuve. Le premier ministre canadien William Lyon Mackenzie King ne permit pas l'exécution de ces plans.
C'est à cette époque que le géologue Edgar Aubert de la Rüe fut astreint à résidence à Saint-Pierre.
Sur l'ordre du général de Gaulle à Londres, le vice-amiral Émile Muselier organisa, malgré son désaccord, le débarquement à Saint-Pierre-et-Miquelon à l'insu et contre l'avis des autorités américaines et canadiennes, mais avec un premier assentiment de Winston Churchill. L'affaire du 24 décembre 1941 fit couler beaucoup d'encre, et cristallisa la méfiance de Roosevelt envers de Gaulle. Le vice-amiral Muselier fit organiser un plébiscite qui fut favorable à la France libre. Saint-Pierre-et-Miquelon fut ainsi l'une des premières terres françaises ralliées à la France libre.
Après ce ralliement, 383 hommes, 56 femmes et 36 mousses (mineurs) s'engageront dans les forces françaises libres dont beaucoup embarqués sur les navires des forces navales de la France libre. En juin 1942, lors du torpillage par un U-Boot allemand de la corvette Mimosa, 17 des 65 membres disparus de l'équipage (il n'y eut que quatre survivants) étaient de l'archipel. Le 6 juin 1944, parmi les 177 fusiliers commandos qui débarquèrent en Normandie, sous les ordres du capitaine de corvette Kieffer et seuls Français qui débarquèrent ce jour-là, se trouvait le quartier-maître Saint-Pierrais René Autin (1921-1960) qui s'était engagé après le ralliement de Saint-Pierre et Miquelon.

### Histoire récente et intégration à la République française
Au lendemain de la Seconde Guerre mondiale, l’ancienne colonie devient territoire d'outre-mer (TOM) en 1946.
Le 3 janvier 1960, onze des quatorze membres du conseil général ainsi que le sénateur Henri Claireaux démissionnent pour dénoncer les difficultés économiques créées par l'introduction du nouveau franc français.
Le général de Gaulle lui marque sa reconnaissance pour son rôle dans la France Libre par une visite officielle le 20 juillet 1967. Il arrive par la mer à bord du Colbert. Trop gros pour s'amarrer à quai, le croiseur reste mouillé sur rade foraine. C'est le dragueur de mines Arcturus qui sert de canot major au Président de la république et sa suite. Après avoir salué les autorités, c'est le traditionnel bain de foule et l'Homme du 18 juin, est acclamé chaleureusement par la population. Le soir même le Colbert fait route vers le Québec où le Général prononce son controversé « Vive le Québec libre ! » le 24 juillet à Montréal.
 Cette visite du général de Gaulle est la première des quatre visites d'un Président de la république française avec celles de François Mitterrand en 1987, de Jacques Chirac en 1999 et de François Hollande en 2014.
Le 19 juillet 1976, le territoire évolue vers plus d’intégration à la République et devient département d'outre-mer (DOM), avant d'acquérir le statut de collectivité territoriale par la loi no 85-595 du 11 juin 1985. La révision constitutionnelle du 28 mars 2003, qui crée la catégorie générique des collectivités d'outre-mer (COM), y englobe Saint-Pierre-et-Miquelon. Son statut actuel est fixé, dans le code général des collectivités territoriales, par la loi organique no 2007-223 du 21 février 2007.
Traditionnellement, Saint-Pierre-et-Miquelon représentait un intérêt économique important en raison des droits de pêche attachés à la zone économique exclusive de 200 milles marins. L'interprétation divergente de la France et du Canada sur l'application de cette règle internationale donna lieu, à partir de 1988, année de l'arraisonnement du chalutier Croix-de-Lorraine par les Canadiens, à un contentieux entre la France et le Canada.
À la suite de l'arbitrage international sans appel de New York en 1992, la zone maritime attribuée depuis à l'archipel se limite à la zone économique exclusive de 12 milles marins à l'est, 24 milles marins à l'ouest, et un corridor de 200 milles marins de long par 10 de large, orienté nord-sud.
Parti le 1er décembre 2008 du port d'Argentia chargé de 204 t de sel de déneigement, le Cap Blanc, roulier immatriculé dans le territoire, chavire puis coule le 2 décembre 2008 à 80 km des côtes de Saint-Pierre dans les eaux territoriales canadiennes. Quatre marins originaires de Saint-Pierre-et-Miquelon sont alors portés disparus.

## Géographie

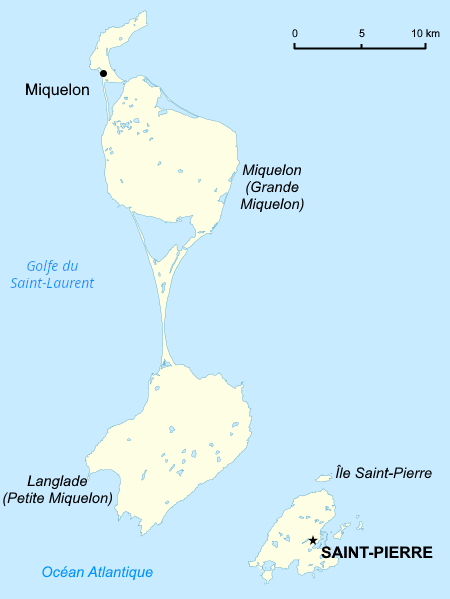
L'archipel de Saint-Pierre-et-Miquelon.

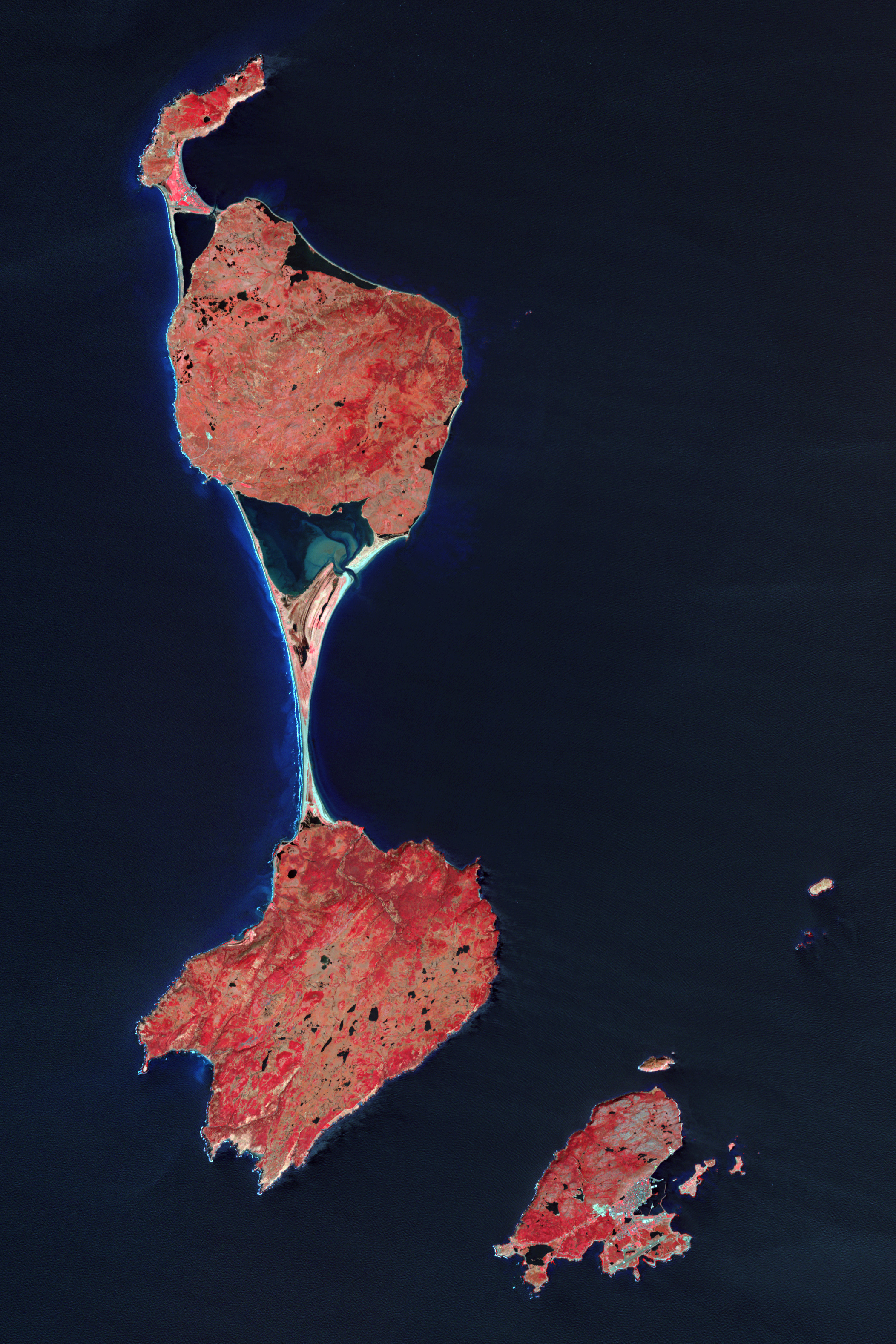
Vue satellite des îles de Saint-Pierre, Miquelon et Langlade.

Saint-Pierre-et-Miquelon est un petit archipel de huit îles, totalisant 242 km2, bas et érodé (240 m au Morne de la Grande Montagne à Miquelon et 210 m à Saint-Pierre). C'est le seul territoire d'outre-mer français qui se situe au nord du tropique du Cancer. Il est formé de roches volcaniques (Miquelon et Saint-Pierre) et de roches métamorphiques diverses (Langlade, presqu'île du Cap), orogenèse et chaîne des Appalaches datant du Précambrien. L'aspect est rude, sauvage, avec des côtes échancrées, le tout profondément modelé par la grande glaciation quaternaire canadienne qui recouvrit également Terre-Neuve et l'estuaire du Saint-Laurent.
L'archipel est constitué essentiellement de la petite île de Saint-Pierre (26 km2 avec les îlots contigus et 8 km du sud-ouest au nord-est), qu'un chenal d'environ 5,5 km de large, curieusement dénommé « la Baie », sépare de la plus grande île de Miquelon (216 km2 et 40 km du nord au sud), elle-même formée de trois presqu'îles : celle du Cap à l'extrême nord-ouest, celle de Grande Miquelon (110 km2) au nord, dans la partie méridionale de laquelle se trouve la lagune du Grand Barachois, et Langlade ou Petite Miquelon (91 km2) au sud. Ces deux dernières presqu'îles sont reliées depuis 1783 par un long isthme sableux (tombolo double) formé probablement grâce aux nombreuses épaves de navires qui se trouvent dans son entourage et qui provoqua, au siècle dernier, de nombreux naufrages. L'isthme est actuellement de plus en plus menacé par l'érosion.
L'intérieur est occupé principalement par des tourbières, des étangs, de rares espaces boisés formés principalement de résineux (seule forêt boréale française). Une seule rivière digne de ce nom, la Belle Rivière, traverse Langlade du sud au nord.
D'autres petites îles ou îlots inhabités autour du port de Saint-Pierre au sud-est : l’île aux Marins (ancienne île aux Chiens et autrefois habitée), l’île aux Pigeons, l’île aux Vainqueurs et au nord de Saint-Pierre, le Grand Colombier. Plus à l'est, en direction de la péninsule Burin (Terre-Neuve), l'archipel de l'île Verte est à la limite des eaux territoriales ; sa souveraineté est incertaine, le Canada y ayant érigé un phare. Outre les îlots de l'île Verte, à 1300 m au sud de l'île principale, un rocher baptisé L'Enfant perdu de l'Île Verte, est le seul à être officiellement français.
Le géographe Henri Baulig qualifia ainsi l'archipel : « Malgré tout, avec ses 4 000 habitants sédentaires, avec ses maisons de bois aux vives couleurs, aux fenêtres basses éclairées par le sourire des fleurs, avec ses jardins amoureusement soignés, ses rues inégales où s’entendent, dans le claquement des sabots, les parlers de Normandie et de Bretagne, mêlés à l’accent plus vif du pays basque, Saint-Pierre est bien un morceau de la vieille France fixé aux rives américaines. »

### Climat
Le climat des îles suit les évolutions de Terre-Neuve. C'est un climat océanique froid et humide (précipitations de 1 500 mm/an, taux d'humidité > 80 %) avec une forte modération maritime. Balayé rapidement par les dépressions atlantiques naissantes, l'archipel est un lieu d'affrontement entre les poussées d'air froid arctique et les masses d'air maritime plus douces. C'est également le lieu de rencontre du courant océanique chaud du Gulf Stream et celui froid du Labrador. Ainsi, il est rare de voir des températures inférieures à −10 °C l'hiver, la moyenne hivernale n'étant que de −2 °C, avec de fréquentes chutes de neige. La température moyenne en août est de 16 °C, avec certains jours un brouillard très dense (les fameux bancs de brume de Terre-Neuve) pendant juin et juillet. Le facteur éolien ou refroidissement éolien est important.
Ainsi, bien que situé à la même latitude que la Vendée, l'archipel a un climat beaucoup plus froid que les côtes atlantiques métropolitaines, qui, elles, bénéficient du climat radouci des façades continentales ouest.
| Mois                                             | jan.        | fév.          | mars          | avril        | mai          | juin         | jui.         | août         | sep.         | oct.         | nov.         | déc.          | année      |
| ------------------------------------------------ | ----------- | ------------- | ------------- | ------------ | ------------ | ------------ | ------------ | ------------ | ------------ | ------------ | ------------ | ------------- | ---------- |
| Température minimale moyenne (°C)                | −5,2        | −5,7          | −3,7          | −0,4         | 2,8          | 6,7          | 11,5         | 13,8         | 11           | 6,6          | 2,3          | −1,9          | 3,2        |
| Température moyenne (°C)                         | −2,6        | −3,2          | −1,4          | 2            | 5,6          | 9,6          | 14,1         | 16,2         | 13,5         | 8,9          | 4,5          | 0,4           | 5,7        |
| Température maximale moyenne (°C)                | −0,1        | −0,7          | 1             | 4,3          | 8,5          | 12,5         | 16,7         | 18,7         | 16           | 11,2         | 6,8          | 2,7           | 8,2        |
| Record de froid (°C) date du record              | −17 18.1982 | −18,7 04.1975 | −18,1 10.1986 | −9,8 06.1995 | −4,5 11.1993 | 0,7 02.2015  | 4,9 05.1992  | 6,9 25.1991  | 1,7 26.1979  | −1,7 23.1974 | −9,2 25.1993 | −14,6 27.1984 | −18,7 1975 |
| Record de chaleur (°C) date du record            | 9,8 18.1976 | 9,4 05.2016   | 10,9 24.2021  | 13,6 30.2020 | 22 07.1999   | 25,2 21.2024 | 28,3 06.2013 | 26,2 01.2018 | 26,8 09.2001 | 20,1 03.2011 | 15,1 01.2019 | 12,8 07.2008  | 28,3 2013  |
| Ensoleillement (h)                               | 44,4        | 63,9          | 116,7         | 135,6        | 171,5        | 166,8        | 156,5        | 172,5        | 157,4        | 120,4        | 63,8         | 42,2          | 1 411,6    |
| Précipitations (mm)                              | 102,3       | 101           | 100,8         | 97,6         | 102,6        | 103,7        | 99,5         | 93,3         | 141,4        | 135,9        | 133,9        | 114,7         | 1 326,7    |
| dont nombre de jours avec précipitations ≥ 1 mm  | 15,5        | 13,8          | 11,4          | 10,9         | 10,9         | 10,5         | 10,2         | 10,4         | 10,9         | 13,3         | 14,5         | 15,2          | 147,4      |
| dont nombre de jours avec précipitations ≥ 5 mm  | 6,8         | 6,1           | 5,7           | 6,3          | 6,1          | 6            | 6            | 5,1          | 6,2          | 7,1          | 7,4          | 7,4           | 76,2       |
| dont nombre de jours avec précipitations ≥ 10 mm | 3,3         | 3,3           | 3,1           | 3,1          | 3,6          | 3,6          | 3,4          | 3,2          | 4,2          | 4,2          | 4,4          | 4,1           | 43,5       |
| Nombre de jours avec neige                       | 22,6        | 19            | 15,3          | 7,4          | 0,9          | 0            |              |              |              |              |              |               |            |
| Nombre de jours avec grêle                       | 0           | 0             | 0             | 0            | 0            | 0            | 0            | 0            | 0            | 0,1          | 0            | 0             | 0,2        |
| Nombre de jours d'orage                          | 0           | 0,1           | 0             | 0,2          | 0,4          | 1            | 1,4          | 1,3          | 0,6          | 0,6          | 0,2          | 0,1           | 5,9        |
| Nombre de jours avec brouillard                  | 3           | 4,1           | 5,2           | 8,8          | 12,9         | 14,6         | 18,5         | 11,3         | 6,3          | 4,1          | 4,7          | 3,5           | 97         |

| Diagramme climatique                                  |             |            |             |             |              |              |              |           |              |             |              |
| J                                                     | F           | M          | A           | M           | J            | J            | A            | S         | O            | N           | D            |
| −0,1−5,2102,3                                         | −0,7−5,7101 | 1−3,7100,8 | 4,3−0,497,6 | 8,52,8102,6 | 12,56,7103,7 | 16,711,599,5 | 18,713,893,3 | 1611141,4 | 11,26,6135,9 | 6,82,3133,9 | 2,7−1,9114,7 |
| Moyennes : • Temp. maxi et mini °C • Précipitation mm |             |            |             |             |              |              |              |           |              |             |              |

| Ville             | Ensoleillement · (h/an) | Pluie · (mm/an) | Orage · (j/an) | Brouillard · (j/an) |
| ----------------- | ----------------------- | --------------- | -------------- | ------------------- |
| Médiane nationale | 1 852                   | 835             | 25             | 50                  |
| Saint-Pierre      | 1 412                   | 1 327           | 6              | 97                  |
| Paris             | 1 717                   | 634             | 20             | 26                  |
| Nice              | 2 760                   | 791             | 28             | 2                   |
| Strasbourg        | 1 747                   | 636             | 28             | 69                  |
| Brest             | 1 555                   | 1 230           | 12             | 78                  |
| Bordeaux          | 2 070                   | 987             | 32             | 78                  |

### Faune et flore

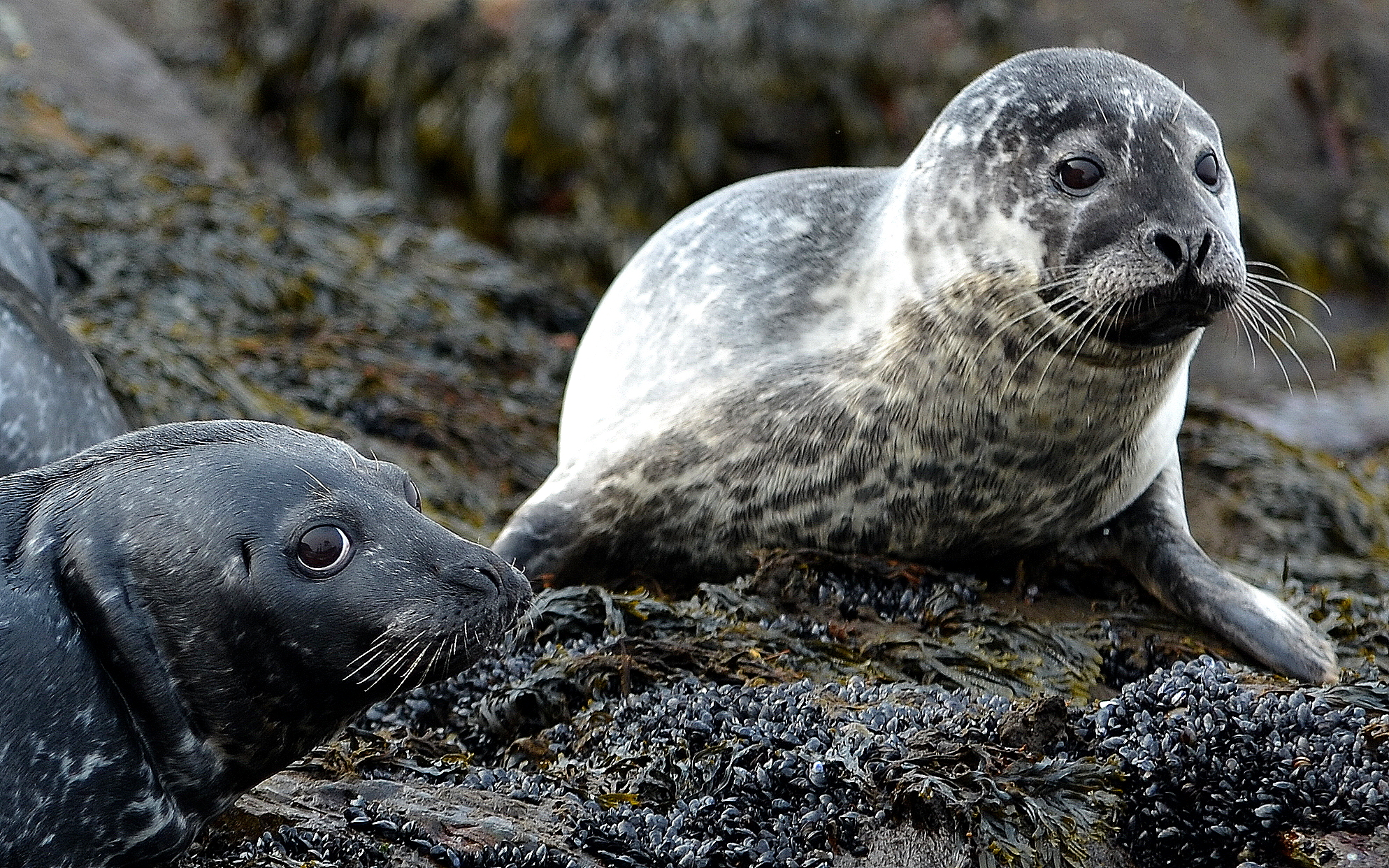
Phoques communs dans l'archipel en 2018.

Les principaux mammifères de l'archipel, introduits à des fins cynégétiques, sont le cerf de Virginie, le lièvre variable et le lièvre arctique. Le renard roux serait peut-être de son côté originaire de l'archipel même. Enfin, le campagnol de Pennsylvanie se retrouve également sur le territoire.
Les lacs de Saint-Pierre révèlent quant à eux une faune dominée par la truite saumonée et par les anguilles. D’autres poissons diadromes tels l'omble de fontaine, l'éperlan, l'épinoche et le saumon sont présents dans l’archipel.
Le domaine maritime héberge de nombreux mammifères marins : phoque commun, phoque gris, phoque à capuchon et du Groenland, baleine à bosses, rorqual commun, petit rorqual, orque, dauphins à bec blanc, à flancs blancs….
Du côté aviaire, on retrouve près de 320 espèces d'oiseaux : canards, bruants, parulines, moucherolles, roitelet à couronne dorée, mésange, bruant des neiges, alouette.
Sur les mornes de cet archipel rocheux poussent des fougères et des arbustes arctiques.

### Urbanisme

#### Transports

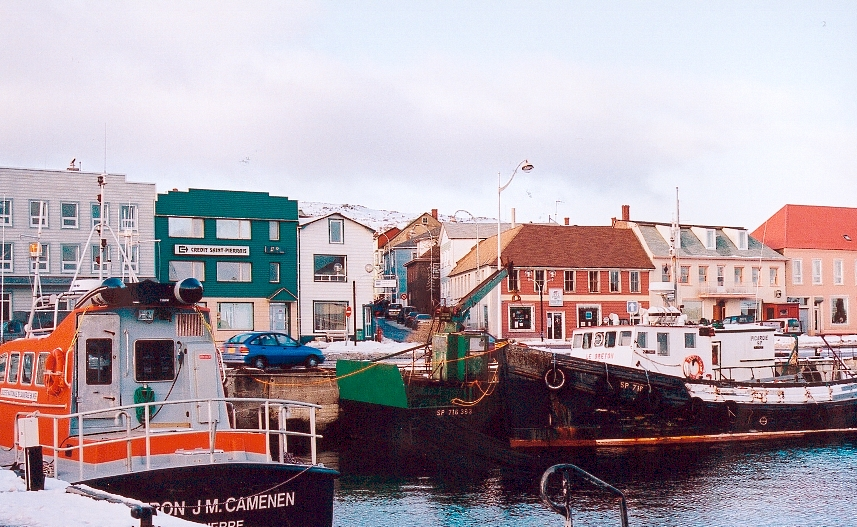
Le port de Saint-Pierre à Saint-Pierre-et-Miquelon.

Saint-Pierre dispose d'un aéroport d'où sont assurées des liaisons régulières avec plusieurs aéroports canadiens et avec le petit aérodrome de Miquelon. Une liaison maritime de fret relie le port de Saint-Pierre au port de Halifax en Nouvelle-Écosse.
Le port de Saint-Pierre assure aussi le transport de passagers tant vers Miquelon que vers le port de Fortune sur l'île de Terre-Neuve, via un traversier de SPM Ferries.
Il n'existe pas de liaison régulière, ni maritime, ni aérienne, entre l'archipel et la métropole. Toutefois, depuis le 2 juillet 2018, Air Saint-Pierre, dans le cadre d'une délégation de service public et avec l'aide de l'État, a mis en place un vol hebdomadaire direct de l'aéroport de Paris-Charles-de-Gaulle opéré par la compagnie ASL Airlines France, pour les mois de juillet et d’août.

### Sources d'énergie
Saint-Pierre-et-Miquelon étant isolée électriquement, la totalité de l'énergie consommée doit être produite sur place. Le territoire accueille ainsi deux centrales thermiques, l'une sur Saint-Pierre, l'autre sur Miquelon, exploitées par EDF. Aujourd'hui quasi exclusivement dépendant d'énergies fossiles, l'archipel prévoit d'intégrer 50% d'énergies renouvelables dans son mix énergétique d'ici 2028, notamment grâce au développement de son parc éolien.

## Administration et institutions

### Statut
L'archipel de Saint-Pierre-et-Miquelon est une collectivité d'outre-mer placée sous le régime de l'article 74 de la Constitution et dénommée « collectivité territoriale de Saint-Pierre-et-Miquelon ».
Il ne s'agit donc ni d'un département, ni d'une région.
La collectivité est composée de deux communes : Saint-Pierre et Miquelon-Langlade. Le chef-lieu de l'ensemble du territoire se trouve à Saint-Pierre.
Le pouvoir exécutif est décentralisé et largement transféré au président du conseil territorial qui dispose de certaines attributions à caractère législatif de portée locale mais aussi d'une totale autonomie aux plans douanier, fiscal et urbanistique. De ce fait, les services de l'État sont mis à sa disposition et toute marchandise entrant dans l'archipel, provenant de la France métropolitaine ou de l'étranger, à quelques exceptions près, est taxée par les douanes. Il n'y a pas d'impôt de solidarité sur la fortune (ISF), ni d'impôt sur la fortune immobilière (qui a remplacé l'ISF en France début 2018).
Saint-Pierre-et-Miquelon ne fait pas partie intégrante de l'Union européenne contrairement aux régions ultrapériphériques françaises reconnues par le traité d’Amsterdam de 1997, c’est-à-dire actuellement pour la France, les seules collectivités régies par l'article 73 de la Constitution (Guadeloupe, Martinique, Guyane, Réunion, Mayotte) et l'île de Saint-Martin (régie par l'article 74) : son statut, par rapport à l’Union européenne, est celui de pays et territoire d'outre-mer (PTOM).

Les citoyens de Saint-Pierre-et-Miquelon votent à la fois aux élections françaises et européennes comme tous les citoyens français.

Pourtant, les citoyens de cette collectivité territoriale possèdent un passeport français et européen en vertu de leur nationalité et de la Constitution française, et participent, comme tous les citoyens français, aussi bien aux élections des représentants français au Parlement européen qu'à l’ensemble des autres scrutins nationaux. Comme dans les régions françaises, sa monnaie officielle est l’euro, depuis 1999 (auparavant, c’était le franc CFA jusqu'en 1973 puis le franc français), bien que la collectivité ne fasse pas partie du territoire de l'Union européenne, ni de l’Espace Schengen.

### Conseil territorial

Le conseil territorial de Saint-Pierre-et-Miquelon était composé pour le mandat 2012-2017 de 19 membres. En bleu les membres d'Archipel demain (proche de LR) et en jaune, les membres de Cap sur l'avenir (proche du PRG). Pour le mandat 2017-2022, Archipel Demain (qui se définit désormais non lié à un parti national) compte 17 membres et Cap sur l'Avenir 2.

Un conseil territorial qui exerce à peu près les mêmes compétences qu'un conseil régional et un conseil départemental sur le reste du territoire français gère l'ensemble de la collectivité. Il comprend 19 membres élus, représentant deux circonscriptions qui correspondent aux deux communes : Saint-Pierre (15 conseillers) et Miquelon-Langlade (4 conseillers). Bien que celle-ci relève de l'article 74 de la Constitution, les lois de la République s'appliquent directement à Saint-Pierre-et-Miquelon (régime de l'inclusion législative) sauf dans certains domaines, notamment les impôts, le régime douanier, l'urbanisme et le logement.
Il existe en outre, dans l'archipel un comité économique et social qui peut donner un avis sur les questions de son ressort, à la demande du conseil territorial.

### Représentation nationale
La collectivité territoriale est représentée au Parlement de la République française avec :
- un siège de député, élu à l’Assemblée nationale au suffrage universel direct ;
- un siège de sénateur, élu au Sénat au suffrage indirect par un collège de Grands électeurs ;
- un conseiller au Conseil économique, social et environnemental.

Les électeurs du territoire participent également aux élections des députés français au Parlement européen.

### Services de l’État
À Saint-Pierre-et-Miquelon sont installés les services déconcentrés de l'État suivants :
- Direction des territoires, de l'alimentation et de la mer (DTAM) ;
- Direction de la cohésion sociale, du travail, de l'emploi et de la population (DCSTEP) ;
- Administration territoriale de santé (ATS)[42] ;
- Direction des services fiscaux ;
- Direction des finances publiques de Saint-Pierre-et-Miquelon ;
- Service de l'éducation nationale rattaché à l'académie de Caen.

Les autres services de l’État sont :
- Commandement de la gendarmerie pour Saint-Pierre-et-Miquelon (COMGENDPM) ;
- Service de la police aux frontières : siège au sein de l'enceinte militaire du commandement de la gendarmerie, son implantation à Saint-Pierre et Miquelon remonte à 1977 ;
- Service des douanes : siège à Saint-Pierre au quai Mimosa et bureau de Miquelon au quai du Port ;
- Marine nationale : patrouilleur Fulmar (P740) (transféré de la gendarmerie maritime en 2011) au quai Roselys, subordonné au commandant de la zone maritime Atlantique (CECLANT), basé à Brest ;
- Service de l'aviation civile à l'aérodrome de Saint-Pierre Pointe-Blanche.
- Météo France , à l'aérodrome de Saint Pierre Pointe Blanche.

À Saint-Pierre, se situe la préfecture à la tête de laquelle se trouve un préfet représentant de l’État sur le territoire. Il est nommé par le président de la République.
La Justice dispose localement d'un tribunal supérieur d'appel, d'un tribunal de première instance, d'un tribunal administratif et d'un centre pénitentiaire. La chambre territoriale des comptes contrôle les finances publiques du territoire, et a son siège à Noisiel.
Les chambres consulaires, chambre d'agriculture, chambre de métiers et de l'artisanat et chambre de commerce et de l'industrie sont regroupées au sein d'un établissement public ; la chambre d'agriculture, de commerce, d'industrie, de métiers et de l'artisanat (CACIMA de Saint-Pierre-et-Miquelon), gérée par des artisans, commerçants, agriculteurs, chefs d’entreprise élus par leurs pairs.
Gendarmerie
Le Commandement de la Gendarmerie pour Saint-Pierre-et-Miquelon (COMGENDPM) comprend vingt-huit militaires d'active et quatre réservistes placés sous l'autorité d'un colonel. La gendarmerie nationale est présente de manière permanente sur l'archipel depuis 1816, avec le gendarme Yreux. D’abord appelée poste de gendarmerie, le détachement prend l'appellation de section de gendarmerie de Saint-Pierre et Miquelon le 1er septembre 1957, puis de compagnie le 1er décembre 1968, et enfin de commandement de la gendarmerie pour Saint-Pierre-et-Miquelon le 1er mai 2003. L’essentiel de son activité est tourné vers la recherche de renseignement et la prévention de proximité afin d'assurer le maintien de l’ordre et la paix publique. Dans le cadre du continuum sécurité-défense et en tant que force militaire, le COMGENDPM constitue également une force de souveraineté qui affirme la présence de la France sur ce territoire d'Amérique du Nord.
Le COMGENDPM est articulé autour d'un état-major et de trois unités opérationnelles :
- État-major à Saint-Pierre (caserne du lieutenant-colonel Pigeaud) : section commandement, bureau opérations emploi, bureau soutiens et finances (section équipement logistique, section immobilier et logement, centre soutien automobile)
- Brigade de recherches (BR) à Saint-Pierre (caserne Pigeaud) : créée le 1er avril 2003, elle comprend la section opérationnelle de lutte contre les cybermenaces (SOLC)
- Brigade de gendarmerie de Saint-Pierre (caserne Colmay) : dont l'équipe nautique (depuis décembre 2011) dotée de la vedette Sao (G1101)[45] du type UFC 11.00 Raidco de 12 mètres équipée de deux moteurs de 315 cv, et l'équipe cynophile stupéfiant (depuis 2012)
- Brigade de gendarmerie de Miquelon-Langlade : son effectif est de trois gendarmes (avant décembre 2000 la brigade comptait deux militaires depuis 1972).

Du 30 août 1995 à 2006, un peloton de gendarmerie mobile (effectifs : 31 militaires) renforçait l’action de la gendarmerie départementale. La compagnie de gendarmerie maritime de Saint-Pierre-et-Miquelon a été dissoute le 1er juillet 2010 et le patrouilleur Fulmar (P740) a été transféré à la Marine nationale. Le peloton de surveillance et d'intervention de la gendarmerie (PSIG), créé le 1er avril 2003 et dissout depuis, était chargé de la sécurité routière, la surveillance côtière (vedette G8901 Guy Couach de 7,3 m et 200 cv) et de la surveillance aéroportuaire. Son effectif était de cinq gendarmes (GD) et cinq gendarmes mobiles (GM). C'est dorénavant la brigade de Saint-Pierre qui exerce les missions de sûreté aéroportuaire, tant du "côté piste" que du "côté ville" (depuis 2020).

### Symboles

Drapeau (non officiel) de Saint-Pierre-et-Miquelon.
Blason de Saint-Pierre-et-Miquelon.

## Population et société

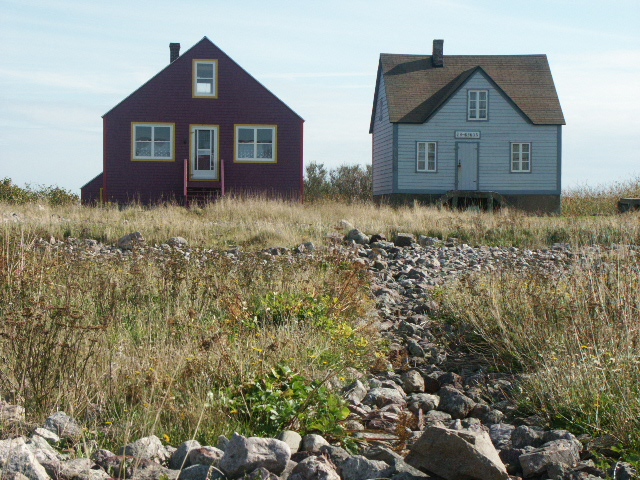
Île aux Marins.

### Démographie
En progression lente de la Première Guerre mondiale à la fin du XXe, la population diminue légèrement depuis lors. La population municipale au 1er janvier 2013, selon les chiffres de l'Insee, s'élevait à 6 057 habitants, soit 5 430 dans la commune de Saint-Pierre et 627 habitants dans celle de Miquelon-Langlade.
Au 1er janvier 2017, l'Insee dénombrait 641 habitants à Miquelon-Langlade et 5 633 habitants à Saint-Pierre pour 6 274 habitants pour la collectivité territoriale entière.
Le français parlé à Saint-Pierre-et-Miquelon ressemble à celui de Normandie et de Bretagne. Les habitants descendent très majoritairement de colons normands, bretons et basques. Si la descendance acadienne est modeste, on doit par contre souligner une filiation anglaise et irlandaise significative de la population, conséquence de nombreuses unions de ces colons avec de jeunes femmes venues de la côte voisine de Terre-Neuve pour tenir des emplois domestiques, notamment au XIXe siècle et jusqu'au milieu du XXe.
L'anglais est très courant, et est généralement parlé en seconde langue par la majorité de la population : il est très utile pour le secteur du tourisme, car l'archipel reçoit de nombreux touristes anglophones américains et canadiens. Dans le cadre professionnel de la pêche, il est très utile pour communiquer avec les pêcheurs anglophones de Terre-Neuve, ou d'ailleurs.
| 1816 | 1820 | 1831  | 1847  | 1848  | 1860  | 1870  | 1880  | 1882  |
| ---- | ---- | ----- | ----- | ----- | ----- | ----- | ----- | ----- |
| 600  | 800  | 1 100 | 1 665 | 2 130 | 2 916 | 4 750 | 4 916 | 5 439 |

| 1887  | 1892  | 1897  | 1902  | 1907  | 1911  | 1931  | 1936  | 1941  |
| ----- | ----- | ----- | ----- | ----- | ----- | ----- | ----- | ----- |
| 5 929 | 6 247 | 6 352 | 6 432 | 6 768 | 4 209 | 4 321 | 4 175 | 4 425 |

| 1945  | 1946  | 1951  | 1957  | 1962  | 1967  | 1974  | 1982  | 1990  |
| ----- | ----- | ----- | ----- | ----- | ----- | ----- | ----- | ----- |
| 4 175 | 4 354 | 4 606 | 4 879 | 5 025 | 5 186 | 5 840 | 6 041 | 6 277 |

| 1999  | 2006  | 2008  | 2011  | 2013  | 2015  | 2016  | 2018  | 2022  |
| ----- | ----- | ----- | ----- | ----- | ----- | ----- | ----- | ----- |
| 6 316 | 6 125 | 6 072 | 6 080 | 6 057 | 6 021 | 6 008 | 5 985 | 5 812 |

### Éducation

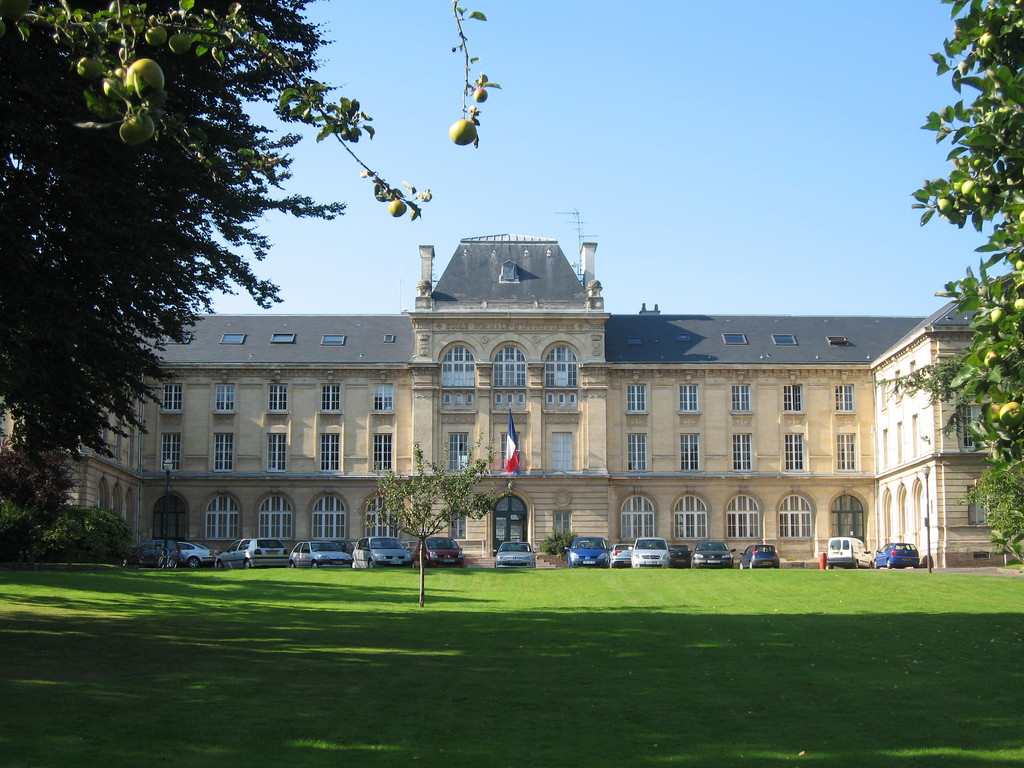
Les établissements scolaires de Saint-Pierre-et-Miquelon sont rattachés à l'académie de Normandie.

Les établissements scolaires de Saint-Pierre-et-Miquelon font partie de l'académie de Normandie qui est représentée par le Service de l’Éducation nationale de Saint-Pierre-et-Miquelon.
Les établissements publics se composent de quatre écoles primaires, d'un collège avec une annexe à Miquelon, d'un lycée d'État et d'un lycée professionnel à Saint-Pierre. La première classe de seconde fut ouverte en octobre 1963. L'enseignement privé, sous contrat d'association avec l'État, compte quatre écoles primaires et un collège avec une section technique. En 2006, 1 330 élèves étaient scolarisés.

### Enseignement supérieur
Après le baccalauréat, les élèves de Saint-Pierre-et-Miquelon peuvent continuer leurs études à l'extérieur de l'archipel (ne possédant aucune structure universitaire) en bénéficiant d'un passeport mobilité accordé sur dossier et sous l'autorité du préfet. La collectivité territoriale de Saint-Pierre-et-Miquelon peut également couvrir les frais liés aux transports vers la métropole ainsi qu'un voyage aller/retour annuel au moment des grandes vacances (durant les trois premières années d'études). La plupart des étudiants choisissent la métropole pour poursuivre leurs études.
Ainsi, aucune possibilité de poursuite d'études dans l'enseignement supérieur n'existe à Saint-Pierre-et-Miquelon, mis-à-part la présence d'une antenne de l'université Memorial de Terre-Neuve depuis 1973, l'Institut Frecker, réservé aux étudiants canadiens désireux d'apprendre le français en immersion dans l'archipel,,. Une convention est signée en 2002 entre le service de l'Éducation nationale de Saint-Pierre et Miquelon et l'université de Moncton, au Nouveau-Brunswick, afin de renforcer les liens « qui unissent l'Acadie et ces îles françaises ». Elle permet aux résidents de Saint-Pierre et Miquelon de bénéficier des mêmes tarifs universitaires que les résidents de la province canadienne du Nouveau-Brunswick. Une coopération renforcée en 2021.
En revanche, l'archipel accueille régulièrement des chercheurs, doctorants et des stagiaires d'universités françaises ou canadiennes dans le cadre de missions scientifiques, principalement de l'université de Bretagne-Occidentale (UBO), de l'université de Lorraine ou de l'université du Québec à Rimouski (UQAR). Les deux universités sont notamment liées par l'Institut France-Québec Maritime dont une université d'été est organisée chaque année à Saint-Pierre et Miquelon,,. 
Les projets scientifiques à Saint-Pierre et Miquelon (liste non-exhaustive) : 
- « Flamenco », projet franco-canadien sur le flétan porté par l'Ifremer, l'Institut universitaire européen de la mer de l'université de Bretagne-Occidentale (UBO), l'Institut maritime de l'université Memorial et l'Institut des sciences de la mer de l'université du Québec à Rimouski (UQAR)[66],[67],[68];
- « Atlantiles » de 2018 à 2022, projet sur la trajectoire de croissance de l'archipel, porté par l'UMR Amure de l'université de Bretagne-Occidentale (UBO), l'université du Québec à Rimouski (UQAR) et le département RBE de l'Ifremer, en partenariat avec l'OPAP SPM et la CACIMA[69];
- « Frigorifik » depuis 2022, projet sur la patrimonialisation préventive des anciens frigorifiques jumeaux de Lorient et de Saint-Pierre, porté par l'UMR Amure de l'université de Bretagne-Occidentale (UBO)[70],[71];
- « Omble SPM », de 2020 à 2021, projet sur l'omble de fontaine dans l'archipel, porté par l'université de Lorraine, l'INRAE et l'École nationale supérieure des mines de Saint-Étienne[72];
- « Barachois SPM », de 2024 à 2027, projet sur la lagune du Grand Barachois de Miquelon-Langlade, porté par le LIEC et le LOTERR de l'université de Lorraine, l'IRN Apolimer du CEVIPOF de Sciences Po, le Centre de géoécologie littorale de Dinard de l'EPHE-PSL, en partenariat avec la Fédération des chasseurs de Saint-Pierre et Miquelon, FTP-SPM et le Conservatoire du littoral[73],[74] ;
- « Seamap », projet d'exploration des fonds marins de Saint-Pierre-et-Miquelon, porté par le LEMAR de l'Institut universitaire européen de la mer de l'université de Bretagne-Occidentale (UBO), le MARBEC de l'université de Montpellier et la start-up bretonne Seaber.

### Santé
Il existe à Saint-Pierre, le centre hospitalier François-Dunan qui compte 59 lits et un service d'urgence. Il emploie environ 380 personnes dont une vingtaine de personnels médicaux. Plusieurs spécialistes y viennent en mission au cours de l'année. La Caisse de prévoyance locale a contribué à la mise sur pied, en 2007, d'un centre de santé distinct de l'hôpital. À Miquelon, se trouve un poste médical doté d'un médecin.
Une des caractéristiques du système de santé dans l'archipel est son coût élevé, partiellement compensé par le budget national. Ce coût provient notamment des évacuations sanitaires pour les malades réclamant des soins ne pouvant être prodigués sur place. Au nombre de 844 en 2016 (730 en 2015), elles ont eu lieu à 82 % vers le Canada (principalement vers l'hôpital de Saint-Jean de Terre-Neuve avec lequel il existe une convention tripartite avec le centre de santé de Saint-Pierre et la caisse de prévoyance sociale) et à 18 % vers la métropole.

## Économie
Le produit intérieur brut de Saint-Pierre-et-Miquelon, établi pour la première fois selon les indicateurs de 2004, a été évalué à 26 073 euros/habitant. Mais ce niveau élevé, proche des normes de la métropole française, doit être regardé avec prudence car il est fondé essentiellement sur le pouvoir d'achat. Or celui-ci est favorisé du fait que près du tiers des actifs sont rémunérés sur fonds publics avec une indexation de l'ordre de 40 à 60 %. À cela vient s'ajouter la faiblesse du cours du dollar par rapport à l'euro, ce qui favorise ce pouvoir d'achat mais pénalise certains secteurs comme le marché du poisson (exportation) ou encore le tourisme.
Le développement économique de l'archipel est confié par le conseil territorial à la Société de développement et de promotion de l'archipel de Saint-Pierre et Miquelon (Sodepar) dont le président n'est autre que celui du conseil territorial.
Saint-Pierre-et-Miquelon dispose de six guichets bancaires, dont ceux de la Caisse d'épargne CEPAC, issu de l'historique Banque de Saint-Pierre-et-Miquelon (BDSPM) fondée en 1889, et de La Banque postale sur les deux communes, Saint-Pierre et Miquelon-Langlade. La Caisse d'épargne Île-de-France (CEIDF) dispose également d'une agence, distincte de la CEPAC, implantée à Saint-Pierre depuis 1874,.

### Pêche
La pêche à la morue (aussi appelée cabillaud) et le soutien aux navires de pêche européens et asiatiques a été l'activité traditionnelle et principale de l'archipel situé non loin des Grands Bancs de Terre-Neuve où la morue était abondante. À partir des années 1950, elle avait acquis un caractère industriel avec des chalutiers modernes très performants. Mais à la suite de la décision du tribunal arbitral de New York, en 1992, délimitant la zone économique exclusive française autour de l'archipel et du moratoire canadien sur la pêche de cette espèce survenu peu après, à la suite d'une baisse importante de la ressource, ce fut l'effondrement vers une activité très réduite.
En complément se développa une pêche artisanale sur de petites unités qui, en plus d'un maigre quota de morue, s'est tournée vers le crabe des neiges, le concombre de mer, le lompe, le homard… Ainsi, la balance import/export, qui aux meilleures années avoisinait les 50 % grâce aux exportations de poisson, est tombée aux alentours de 10 % soulignant la grande faiblesse de l'économie locale. L'ensemble du secteur ne survit que grâce à un solide soutien financier de l'État et de la Collectivité territoriale.
Le 29 janvier 1962, le chalutier Ravenel se perd corps et biens avec les 15 marins de son équipage. Le drame s'est déroulé au large des côtes de Terre-Neuve à la suite d'une fortune de mer qui n'est toujours pas expliquée à ce jour.
Le 30 octobre 1962, le chalutier Galantry coule sur les bancs de Terre-Neuve. En virant son chalut, le panneau divergeant frappe violemment la coque qu'il crève, créant une voie d'eau faisant couler le bateau de pêche.
L'équipage est sauvé par un chalutier canadien.
En mai 2025, lors de la mission scientifique SEAMAP menée par le CNRS à travers les laboratoires MARBEC de l'université de Montpellier, LEMAR de l'université de Bretagne-Occidentale et la start-up lorientaise Seaber, une épave de dimension correspondante au Ravenel est détectée au sud-est de l'île Saint-Pierre. Une autre mission est prévue pour confirmer l'identification. L'ancien capitaine de pêche Karl Beaupertuis, qui transportait alors les chercheurs, et Laurent Chauvaud, directeur de recherches au CNRS, décrivent une épave posée sur un fond de sable au sud-est de l’archipel, « en parfait état de conservation, qui n’a été ni harponné ni touché par un caillou »,,.

#### Question des eaux territoriales

La zone économique exclusive de l'archipel enclavée dans celle du Canada.

Le nouveau droit de la mer, défini par la Convention des Nations unies sur le droit de la mer (1973), permet désormais aux États d'étendre leur zone économique au-delà des 200 milles nautiques (environ 370 km) et d'inclure le plateau continental avoisinant.
En avril 1988, l'intrusion ostentatoire du chalutier Croix-de-Lorraine en eaux canadiennes, à l'instigation des principaux élus de l'archipel a entraîné son arraisonnement par les garde-côtes canadiens. L'équipage, les quatre élus et l'évêque de l'archipel qui étaient à bord ont été placés deux jours en détention à Saint-Jean de Terre-Neuve, puis libérés après paiement d'une forte amende par l'État français. L'arbitrage international qui a suivi, en 1992, n'a accordé que 12 400 km2 de zone économique exclusive à la France, au lieu des 47 000 demandés par la partie française.
Le Canada refuse toute extension des eaux territoriales des îles Saint-Pierre-et-Miquelon au détriment de sa propre zone économique identifiée au sud de Terre-Neuve. Ottawa s'en tient à la délimitation frontalière maritime telle qu'elle résulte de la sentence du tribunal arbitral de New York. Cependant, cette décision n'a jamais été acceptée ni par la France, ni par le Canada qui pourtant s'y réfère, et encore bien moins par les élus de Saint-Pierre-et-Miquelon. La question de la pêche qui pose des problèmes entre le Canada et la France, en pose également entre les provinces maritimes canadiennes elles-mêmes et leurs autorités fédérales. Toutefois, cette question n'a plus la même acuité qu'avant 1990 en raison de la diminution de la ressource halieutique et du moratoire global imposé par Ottawa dans l'intégralité de sa zone, depuis cette époque, avec pour conséquence l'effondrement de la pêche industrielle dans toutes les provinces atlantiques canadiennes et à Saint-Pierre-et-Miquelon.
Les élus de Saint-Pierre-et-Miquelon sont à l'origine du « Collectif pour le plateau continental » qui a vu le jour en mars 2009 et dont l'objectif est d'abord d'inciter Paris à déposer une lettre d'intention auprès de la Commission des limites de l'ONU, avant la date du 13 mai 2009, dans le but d'obtenir une extension des droits de l'archipel en la matière. Le Canada a suscité une ébauche d'étude juridique argumentant contre une possible extension du plateau continental pour cet archipel français. La ministre de l'Intérieur, Michèle Alliot-Marie, annonce le 25 mars 2009 la rédaction d'une lettre d'intention demandant à l'ONU l'extension des zones de pêche de l'archipel. La France a déposé le 8 mai 2009 auprès des Nations unies un dossier préalable de demande d'extension du plateau continental français au large de Saint-Pierre-et-Miquelon, ainsi que de la Polynésie française et de Wallis-et-Futuna. Cette affaire est au point mort.

### Agriculture
Le climat rigoureux jusqu'au printemps réduit la saison propice à l'agriculture à trois mois environ. L'absence de surfaces et de sols fertiles — trop tourbeux et argileux — propres à la culture des céréales constitue un handicap supplémentaire. Depuis le début des années 1990, diverses opérations de développement ont été menées avec notamment la culture sous serres, chaudes et froides, de produits maraîchers : laitues et fraises principalement. La production animale consiste surtout en poulets de chair, d'œufs, de canards et de viande d'agneau. L'ensemble du secteur bénéficie de l'aide de la métropole (régies agricoles des services de la Direction de l'agriculture et de la forêt) et des dispositions du code local des investissements, mais il ne peut répondre qu'à une faible part de la demande des consommateurs.

### Bâtiment et travaux publics
Employant environ 10 % de la population active estimée à 3 200 personnes, le bâtiment est un secteur économique essentiel. Soumis à une saisonnalité climatique, il se déploie surtout d'avril-mai à fin novembre. Caractérisé par une prédominance de la maison individuelle, il garde un profil artisanal de qualité. La problématique du logement à Saint-Pierre-et-Miquelon est très différente de celle qui se retrouve dans les autres collectivités d'outre-mer. L'insalubrité et le manque de confort n'existent pratiquement pas, ni les bidonvilles. Au recensement de 1999, étaient dénombrés 2 415 résidences principales, 428 résidences secondaires, 15 logements occasionnels et 78 logements vacants. En 2006, les chiffres sont de 2 517 résidences principales mais 173 logements vacants. En dépit du vieillissement de la population, le nombre de logements a progressé de 5,8 % à Saint-Pierre et de 7,3 % à Miquelon-Langlade.
Les travaux publics, effectués par quelques entreprises locales, sont largement dépendants de la commande publique, d'ailleurs assez soutenue par l'État, la Collectivité territoriale ou les deux municipalités.

### Commerce
Gisement d'emploi pour environ 15 % des actifs, c'est principalement un commerce de distribution. Quelques grandes surfaces d'enseignes locales se sont développées depuis 1980. Parmi elles, les enseignes canadiennes Home Hardware, RONA et BMR (un magasin à Saint-Pierre, et un second à Miquelon), ou encore l'enseigne américaine NAPA Auto Parts,,,. L'enseigne française JouéClub dispose également d'un magasin à Saint-Pierre. Le supermarché Marcel Dagort est franchisé Super U depuis février 2021.
L'insularité, l'étroitesse du marché et l'éloignement contribuent à une gestion parfois délicate. La majorité des approvisionnements vient du continent nord-américain, notamment pour les matériaux de construction, le pétrole, l'alimentation en viande et produits maraîchers (plus de 45 % en provenance du Canada contre 26,8 % en provenance de France métropolitaine). Il en va de même pour la moitié du parc automobile, important, et les gros engins de terrassement, de même que pour les très nombreux bateaux de plaisance. Toutes les importations, d'où qu'elles viennent (étranger ou France), sont soumises aux droits et taxes destinés au budget local.

### Tourisme

Logo du Comité régional du tourisme Saint-Pierre-et-Miquelon.

La saison touristique se découpe en deux périodes :
- en haute-saison, de mai à octobre, les infrastructures dédiées tournent à plein régime. Venant principalement par bateau, les visiteurs sont en majorité Canadiens. Américains et Français font également le voyage dans ces îles françaises en Amérique du Nord ;
- en basse-saison, de novembre à avril, le tourisme d’affaires est le plus représenté. Venus travailler sur des périodes plus ou moins longues, ces touristes en profitent aussi pour visiter et découvrir l’archipel. C’est aussi à cette période que les paquebots (seize en 2019[99]) viennent faire escale, permettant aux plaisanciers de parcourir les îles pendant quelques heures.

Les points d'intérêt touristique de Saint-Pierre-et-Miquelon sont une nature préservée (unique forêt boréale française) et accessible qui voit au gré des saisons l’arrivée et le départ de nombreuses espèces (macareux moines, pygargues à tête blanche et orques entre autres).

### Hydrocarbures: un avenir?
Les compagnies pétrolières nord-américaines qui exploitent les gisements sous-marins au large de la côte est du Canada ont montré leur intérêt pour la recherche d'hydrocarbures liquides ou gazeux dans le « tuyau » de la zone économique exclusive française au sud de l'archipel, dans le secteur le plus proche du bassin gazeux néo-écossais de l'île de Sable. Un forage d'exploration a eu lieu en 2001 et la prospection se poursuit.
Compte tenu des retombées économiques importantes de l'exploitation pétrolière offshore dont profitent Terre-Neuve et la Nouvelle-Écosse, Saint-Pierre-et-Miquelon mesure l'impact bénéfique qu'il pourrait recevoir s'il arrivait, dans l'avenir, qu'un gisement intéressant soit découvert dans sa propre zone ou dans la « zone de cogestion » franco-canadienne envisagée par Paris et Ottawa au sud de Saint-Pierre dans ce qu'il est actuellement convenu d'appeler la « French baguette ».

## Culture et patrimoine
L'expression théâtrale se manifeste sur les deux îles de manière affirmée de même que plusieurs groupes musicaux locaux. L'archipel compte cinq musées dont un à Miquelon et deux à l'île aux Marins. Le Francoforum est un établissement dépendant de la Collectivité territoriale. Ouvert en 1992, il a pour mission d'enseigner la langue française aux Canadiens anglophones désireux d'y venir en stage. Il est accrédité auprès du gouvernement du Canada.

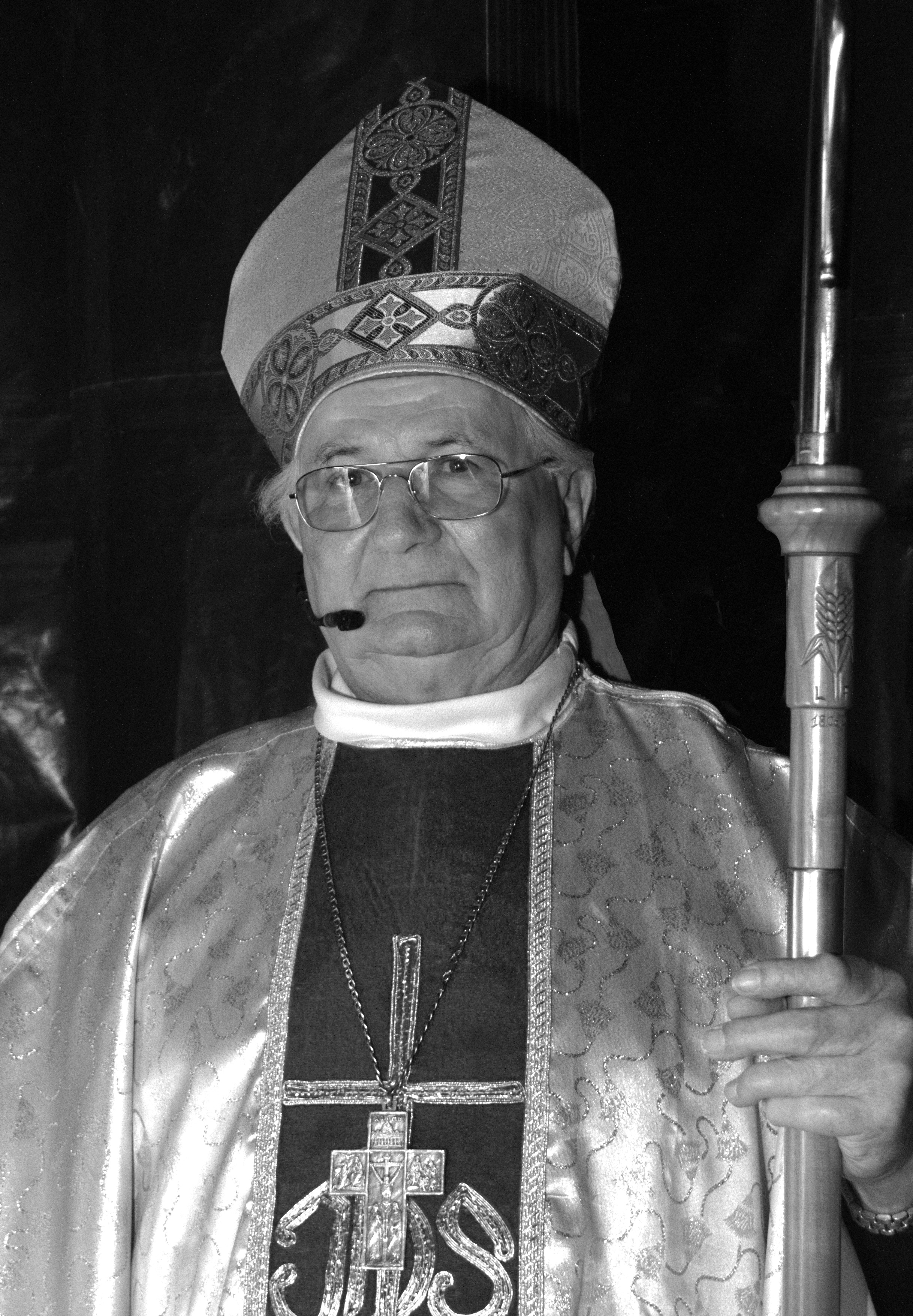
Lucien Fischer, né à Strasbourg, est un évêque catholique français, père spiritain, qui fut vicaire apostolique de Saint-Pierre-et-Miquelon de 2000 à 2009.

### Religion

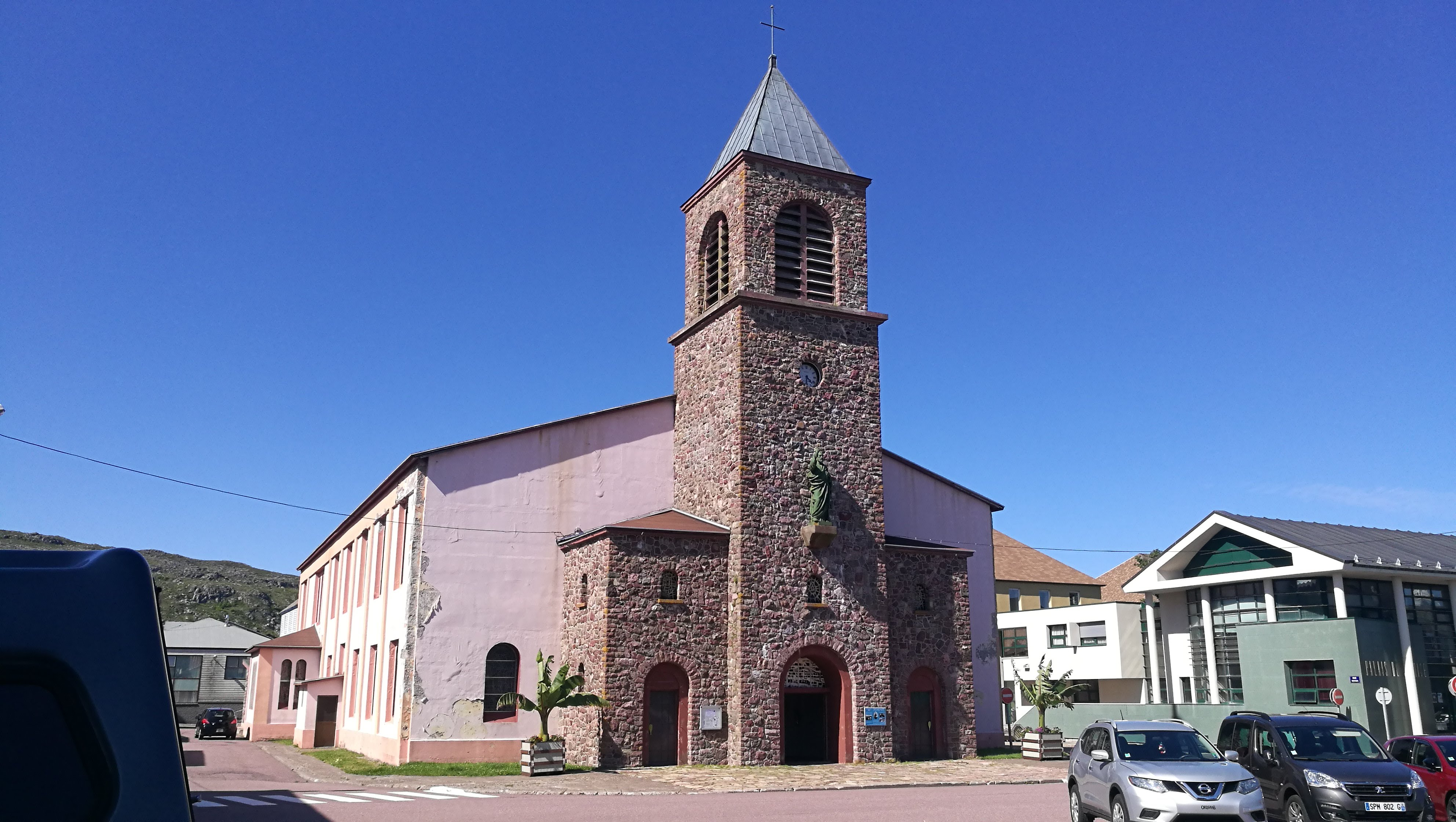
La cathédrale Saint-Pierre.

La religion dominante du territoire est la religion catholique pour la majeure partie des habitants. Jusqu'au 1er mars 2018, le territoire de l'archipel constituait pour l'Église catholique le vicariat apostolique de Saint-Pierre et Miquelon. Depuis cette date, le vicariat a été supprimé et son territoire rattaché au diocèse de La Rochelle et Saintes (un vicaire épiscopal a été nommé par l'évêque en 2018),. L'exégète catholique Simon Légasse, de l'ordre des Frères mineurs capucins, est originaire de Saint-Pierre.
C'est aussi le cas du théologien dominicain Jean-Marie Tillard (de).
Les évangéliques disposent d'un lieu de culte, et les Témoins de Jéhovah du leur, construit en août 2013. Les autres habitants du territoire peuvent aussi jouir de la cathédrale Saint-Pierre de Saint-Pierre-et-Miquelon,.

### Sports
Le sport est très présent avec des associations nombreuses et deux structures institutionnelles : le Centre sportif et culturel à Saint-Pierre et la Maison des loisirs à Miquelon.
Le football, le hockey sur glace, le volley-ball, le rugby, la pelote basque, le tennis, le curling, la natation, le basket-ball, la course à pied, la boxe, le patinage sur glace, la pétanque, plusieurs arts martiaux dont le judo, le taekwondo (parmi les sportifs les plus notables, peut être citée Bénédicte Siosse, championne du monde francophone de taekwondo et championne de France senior en −67 kg en 2018), etc. sont pratiqués sur l'archipel. De fréquents déplacements ont lieu soit vers le Canada, soit vers la métropole. Ils sont facilités par l'action du ministère de la Jeunesse et des Sports et par la Collectivité territoriale. La course « 25 km » de Miquelon constitue un moment sportif et festif qui attire quelques centaines de participants à la belle saison. Une école de voile municipale, à Saint-Pierre, fonctionne durant les mois les plus cléments comme un club de plongée, le club nautique Saint Pierrais.

## Médias

### Télécommunications
Les moyens de communication les plus modernes et diversifiés sont proposés à la population de l'archipel : Internet, téléphone fixe et mobile et réseau câblé de télévision FTTLA. Les services Internet et mobile sont proposés par deux opérateurs, Globaltel, opérateur indépendant et SPM Telecom, filiale à 70 % d'Orange. Il est possible d'accéder à la TNT locale gratuitement (huit chaines) avec une télévision équipée d'une carte de chiffrement disponible localement.
Les opérateurs Globaltel et SPM Telecom offrent également le service de téléphone mobile. Ils utilisent la bande GSM 900 MHz (qui est différente de la bande GSM 850 MHz et des bandes de 1 900 MHz utilisées dans le reste de l'Amérique du Nord). L'importance de l'équipement en ordinateurs permet aux îliens de réduire l'impact de l'insularité et de l'éloignement.
Depuis 2017, l'opérateur Globaltel est autorisé à exploiter les bandes des 800 MHz et 1 800 MHz pour la délivrance d'un service 4G LTE et 4G+ (LTE-Advanced), pour une commercialisation en 2021. SPM Telecom (Orange) lui emboîte le pas en obtenant en 2020 l'autorisation d'exploiter les bandes des 800 MHz et 1 800 MHz pour proposer également un service de 4G LTE et 4G+ (LTE-Advanced),. Néanmoins, les deux tiers de la commune de Saint-Pierre étaient d'ores-et-déjà couverts depuis 2016 en 4G LTE sur les bandes des 700 MHz par l'opérateur canadien Bell depuis des antenne-relais situées à Terre-Neuve.
Depuis 2018, le câble sous-marin SPM relie en fibre optique les communes de Saint-Pierre et de Miquelon-Langlade à Fortune et Lamaline à l'île de Terre-Neuve, au Canada,,.

### Presse écrite
- L'Écho des Caps : hebdomadaire de la municipalité de Saint-Pierre.
- L'Horizon : mensuel de la mairie de Miquelon-Langlade.
- Magazine en ligne : mathurin.com[116].

### Radios
Saint-Pierre-et-Miquelon a cinq stations de radio, toutes sur la bande FM (les dernières stations en onde moyenne ont été converties en FM en 2004). Trois des stations se trouvent à Saint-Pierre et une à Miquelon.
- Saint-Pierre et Miquelon La 1re : radio généraliste publique de proximité à Saint-Pierre sur 99,9 FM (puissance 2 kW) et 97,9 FM (puissance 50 W) et à Miquelon sur 98,9 FM (puissance 1 kW) ;
- Radio Atlantique : radio privée qui émet sur Saint-Pierre sur 102,1 FM depuis 1984 et à Miquelon sur 94,5 FM ;
- Archipel FM : radio musicale pop qui émet sur Saint-Pierre sur 103,3 FM et Miquelon sur 98,5 FM ;
- Oxygène FM : radio locale de Saint-Pierre sur 103,7 FM ;(radio disparue)
- France Inter : Radio généraliste française émettant depuis Saint-Pierre sur 96,9 FM.

### Télévision
- Saint-Pierre et Miquelon La 1re : chaîne de télévision généraliste publique de proximité.
- France 2
- France 3
- France 4
- France 5
- France Info
- Arte

Le fournisseur local de télécommunications (SPM Telecom) diffuse plusieurs stations de télévision nord-américaines sur son réseau de chaînes câblées, convertis de la norme nord-américaine NTSC au SECAM K1. En outre, Saint-Pierre-et-Miquelon 1re est reprise par le satellite Shaw Direct et sur la plupart des services de câble numérique au Canada, converti en NTSC.

## Galerie

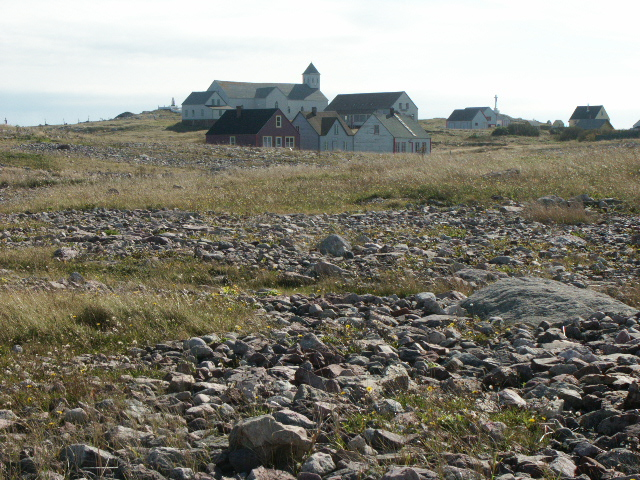
Île aux Marins.
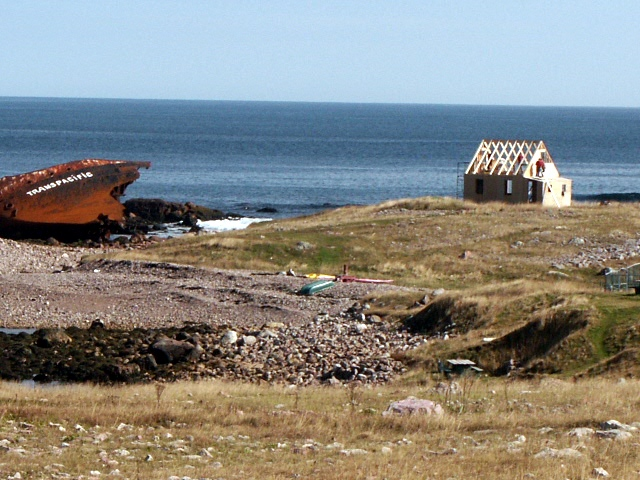
Naufrage à l'île aux Marins.
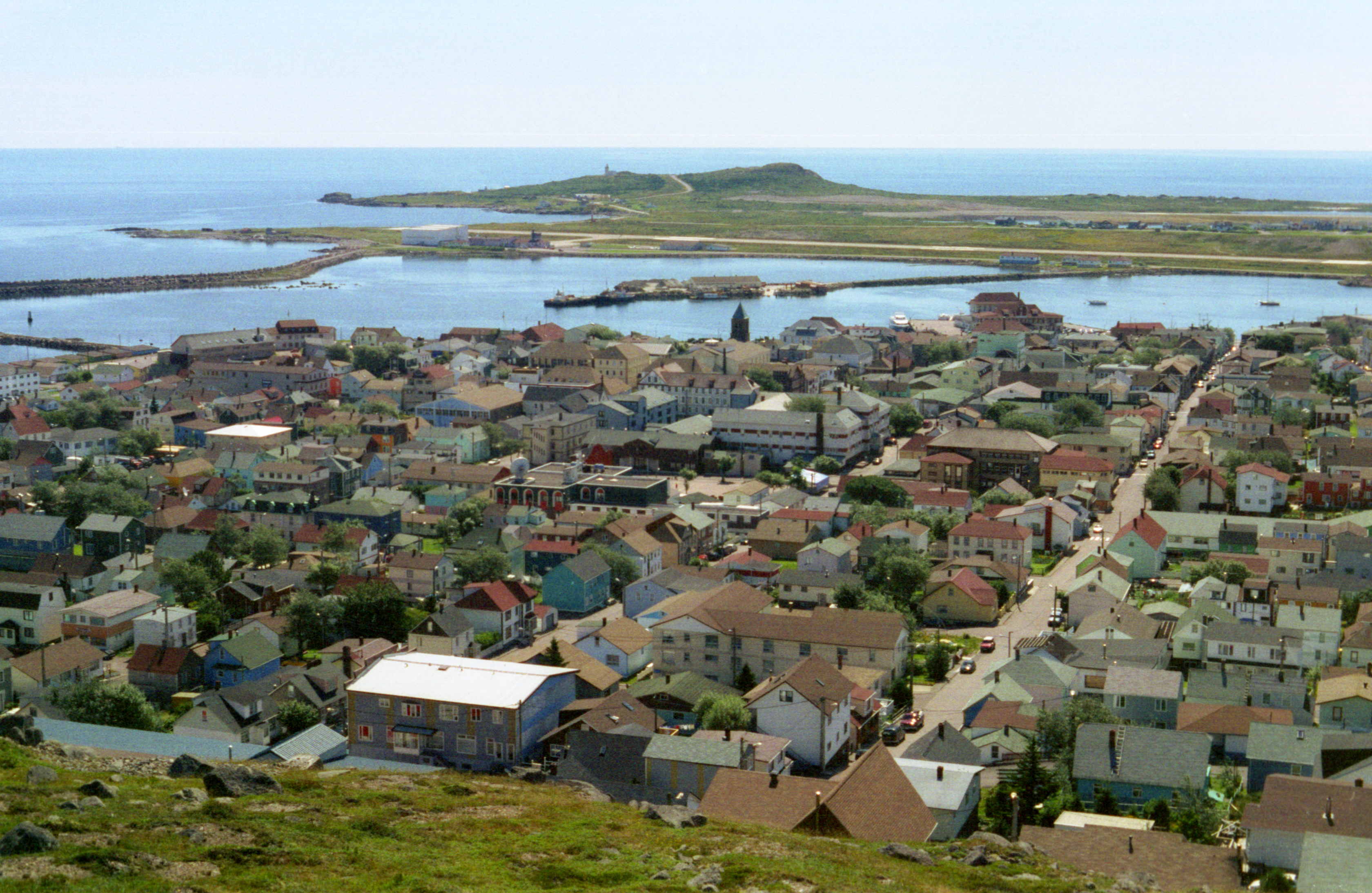
Saint-Pierre.
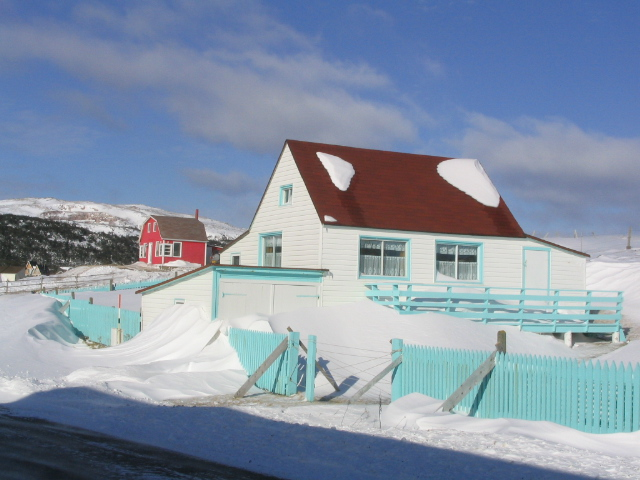
L'hiver à Saint-Pierre.
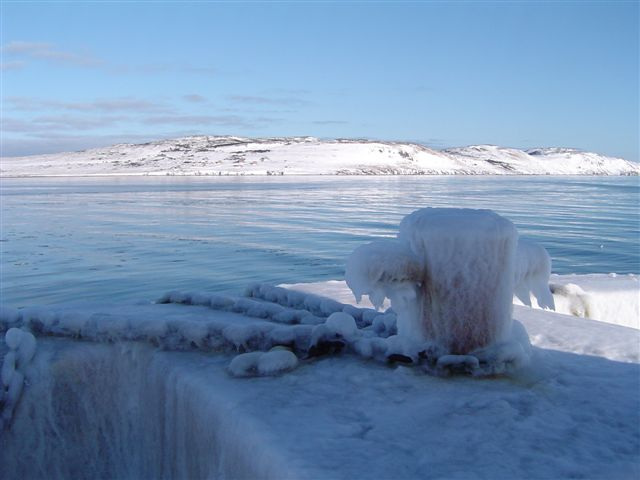
L'hiver à Saint-Pierre-et-Miquelon.
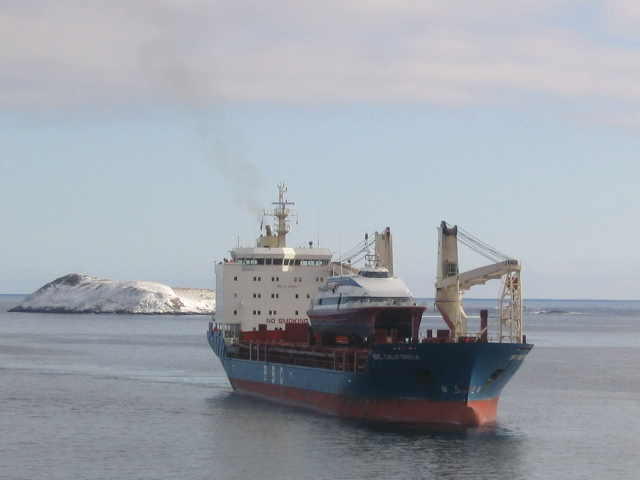
Le cargo-ferry BBC California arrivant de Norvège à Saint-Pierre en 2005.
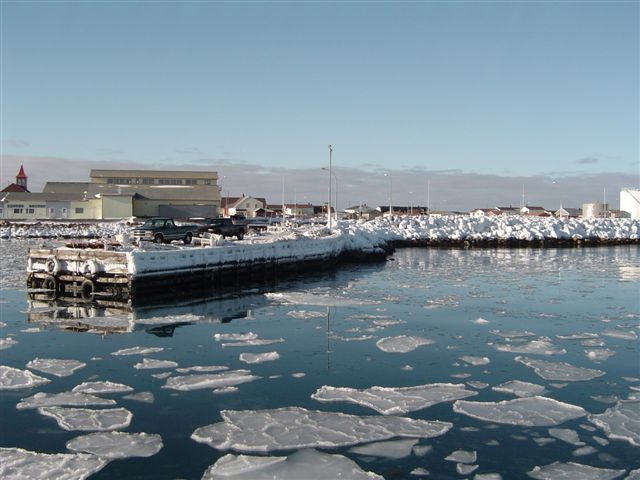
Port de Miquelon en hiver.
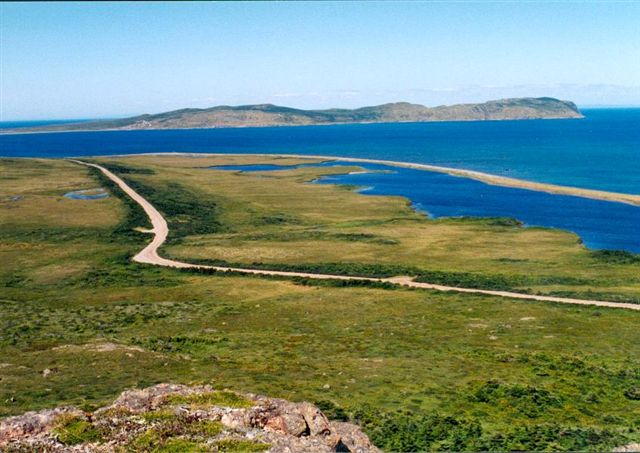
Paysage de Miquelon.
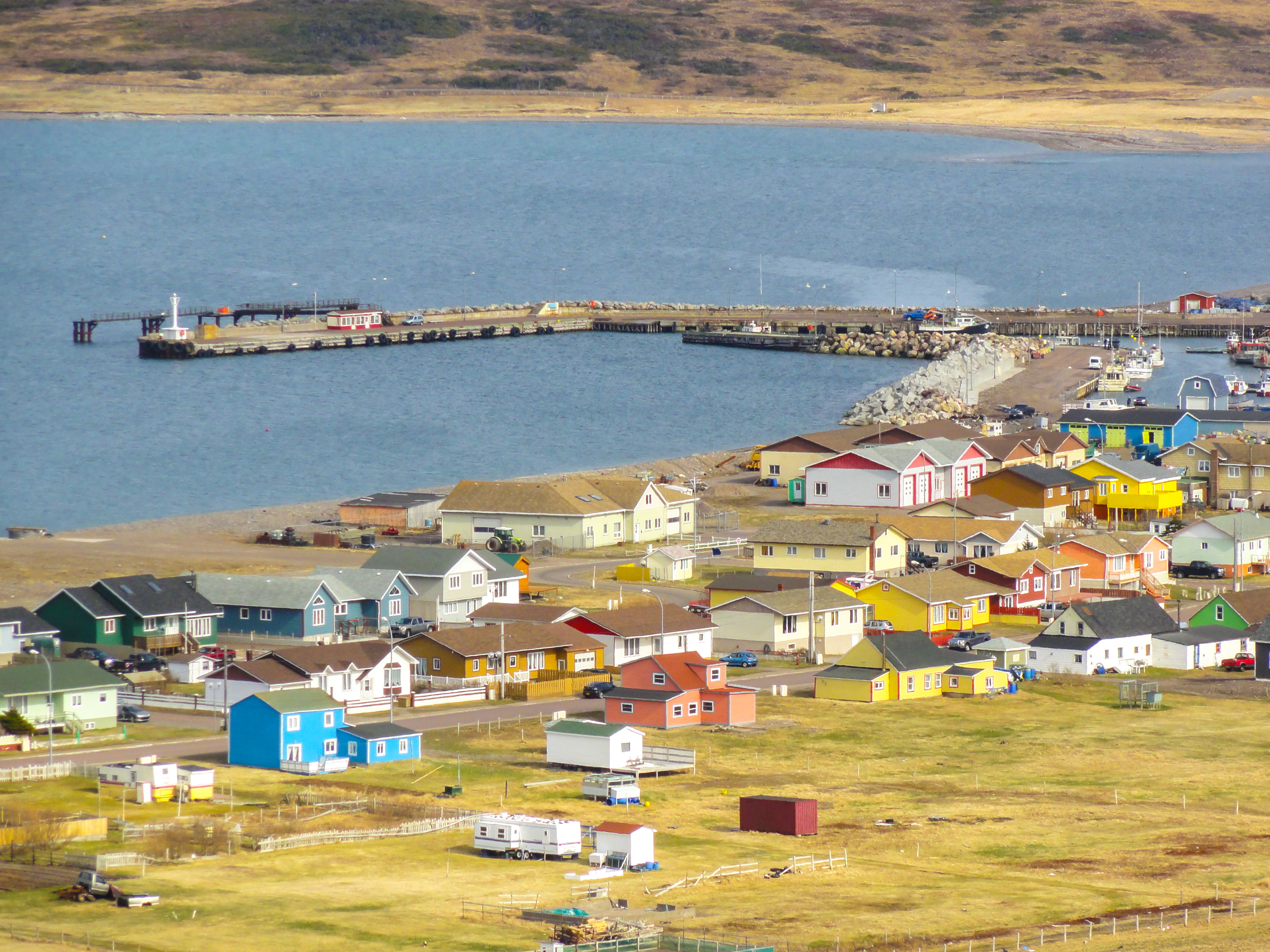
Vue de Miquelon-Langlade depuis le Calvaire
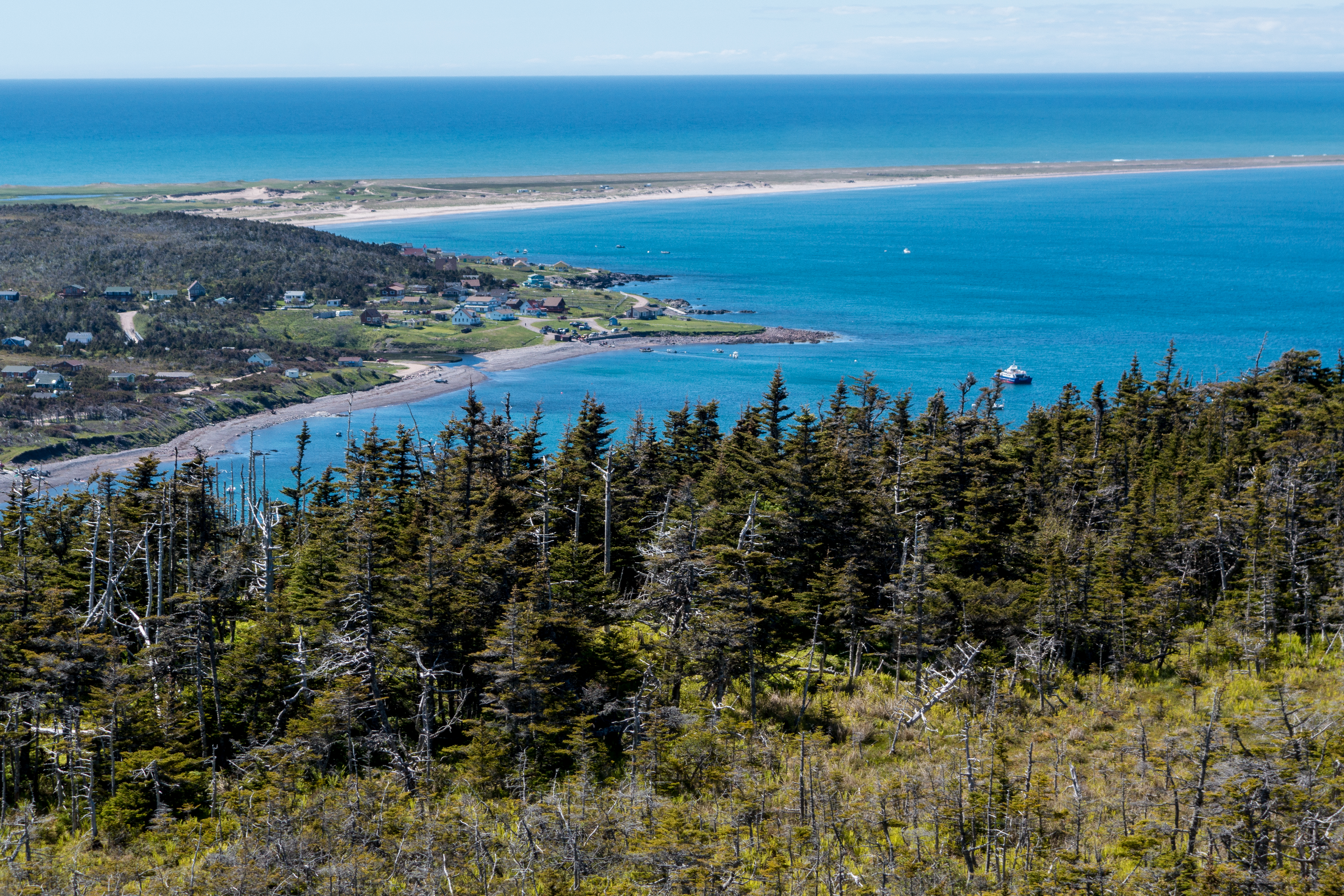
Vue de l'anse du gouverneur sur la presqu'île de Langlade
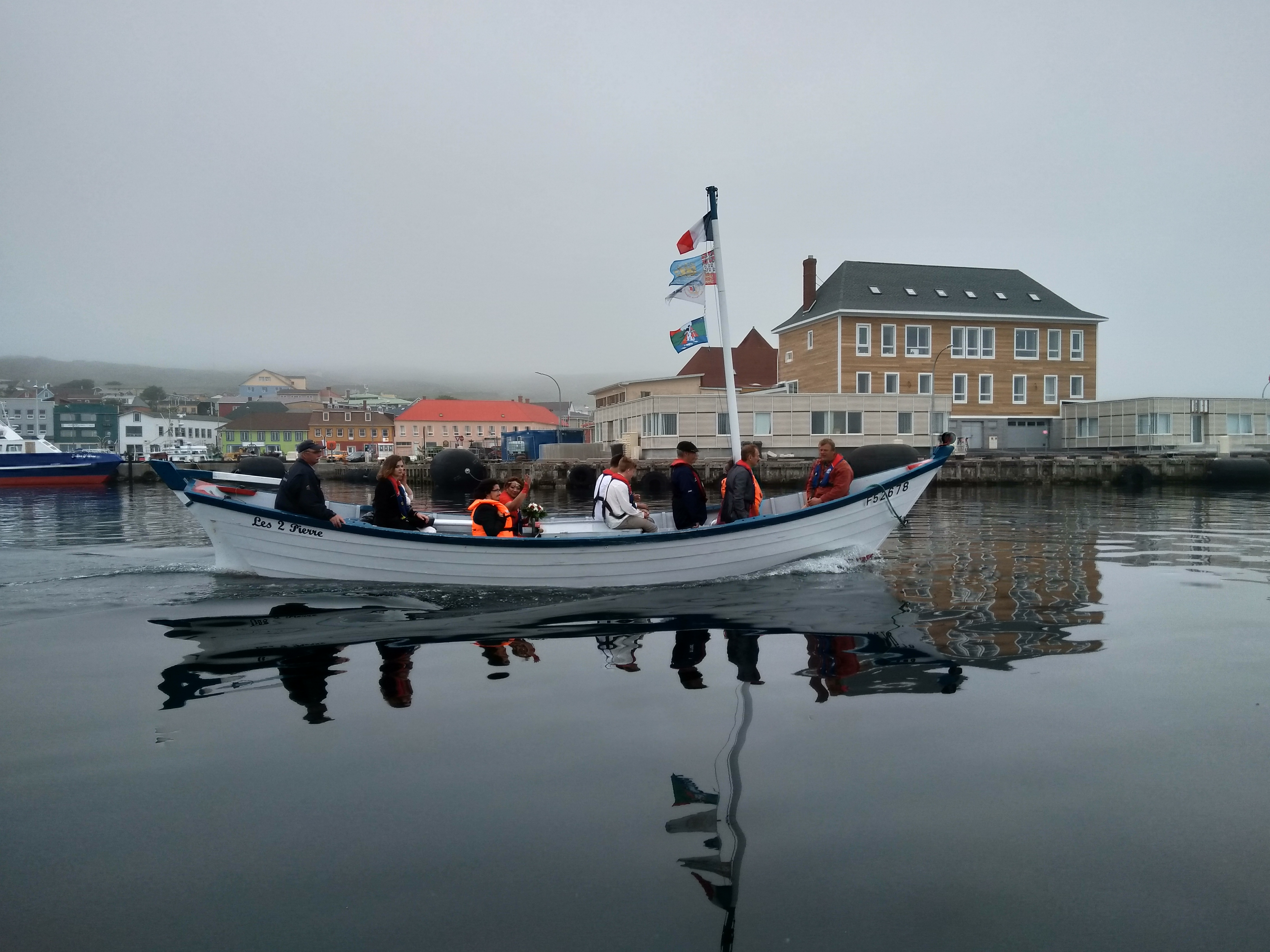
Doris.
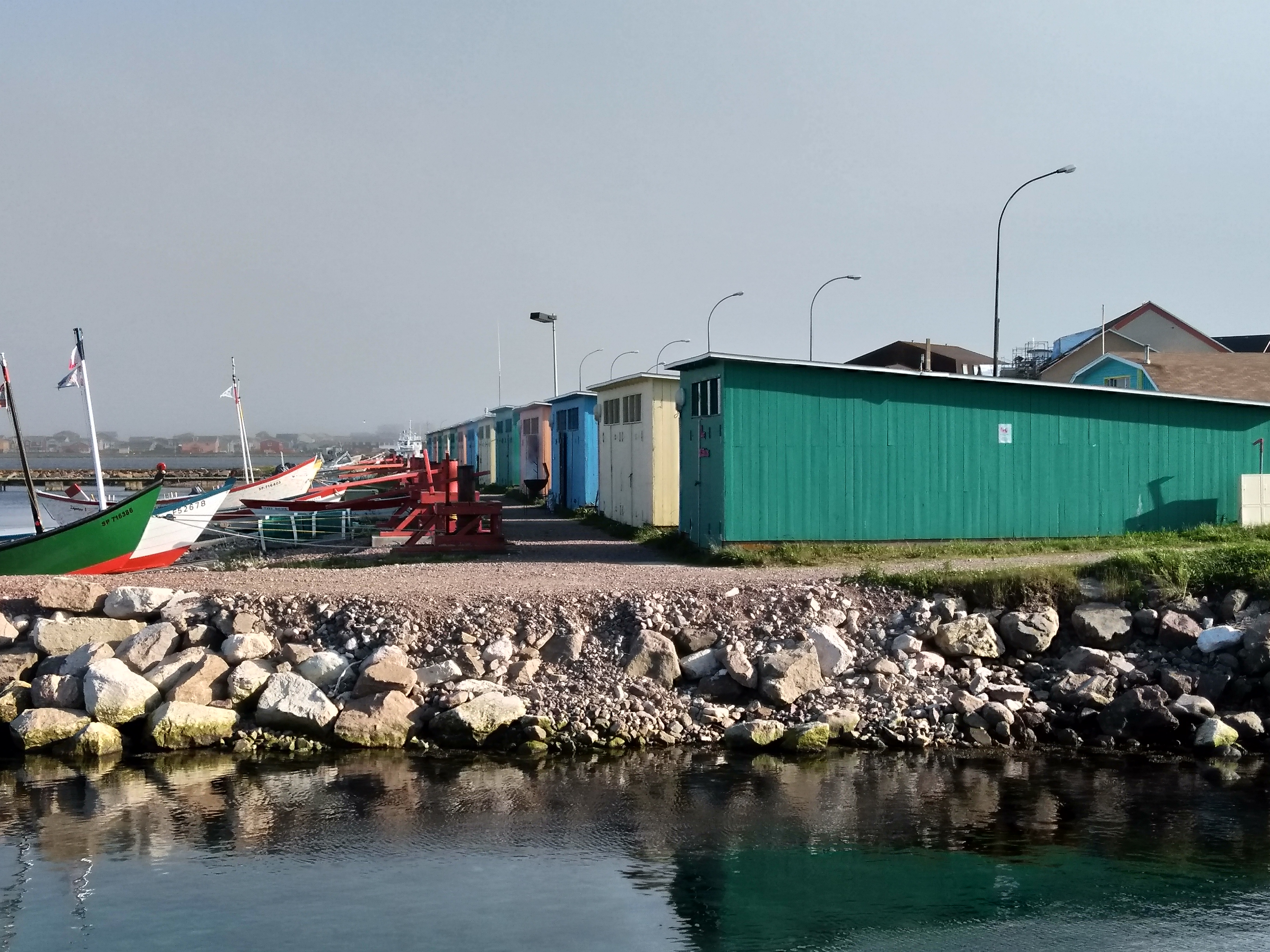
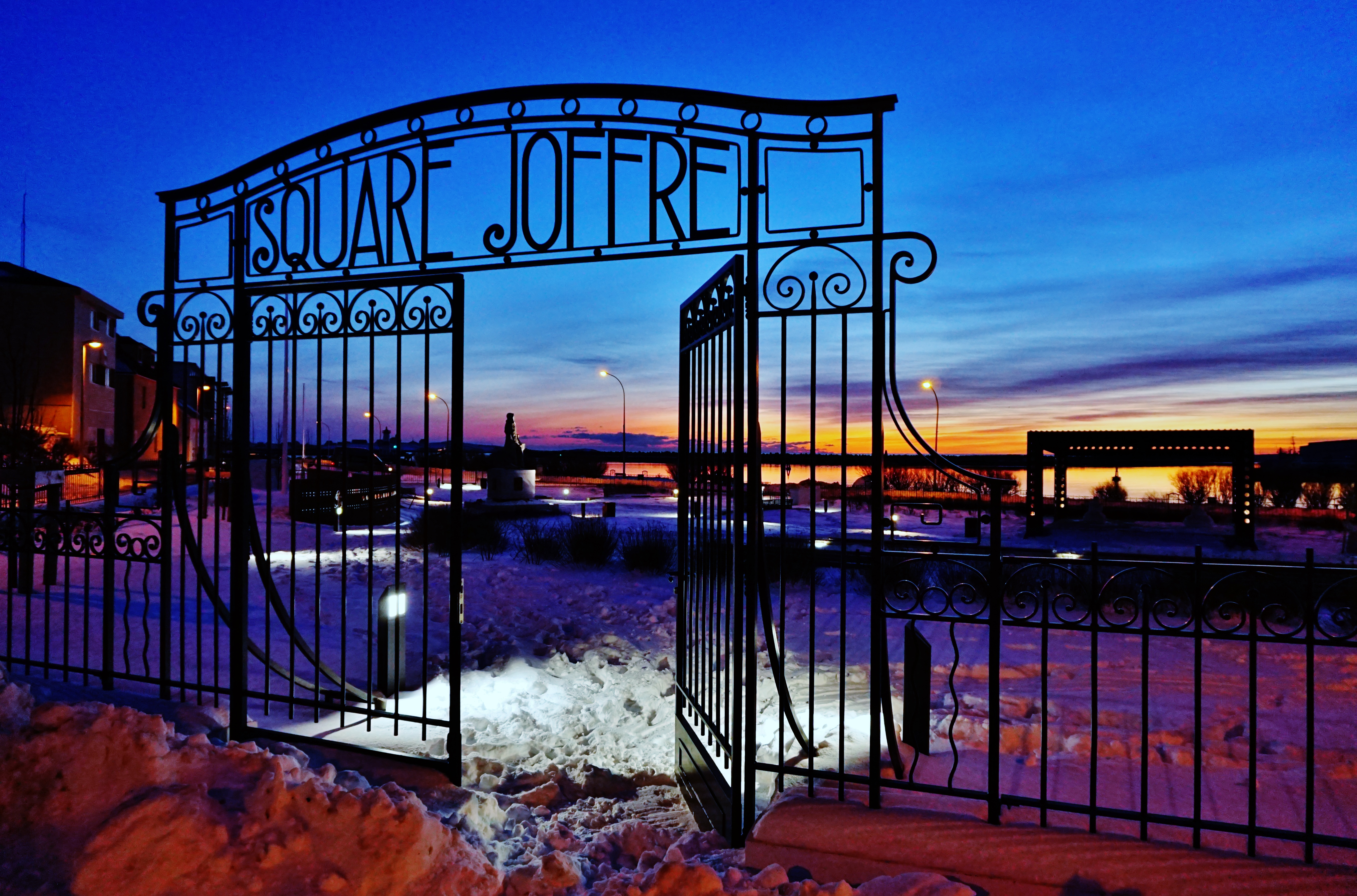
Le square Joffre.
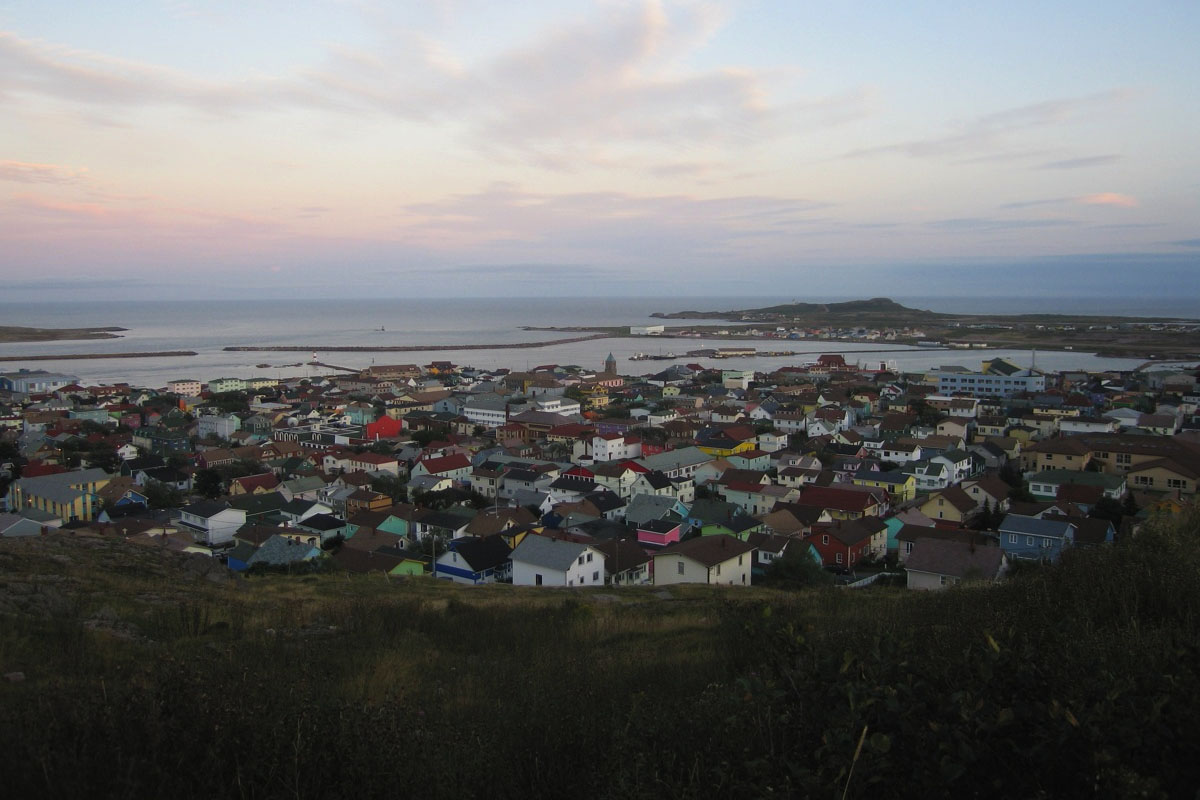
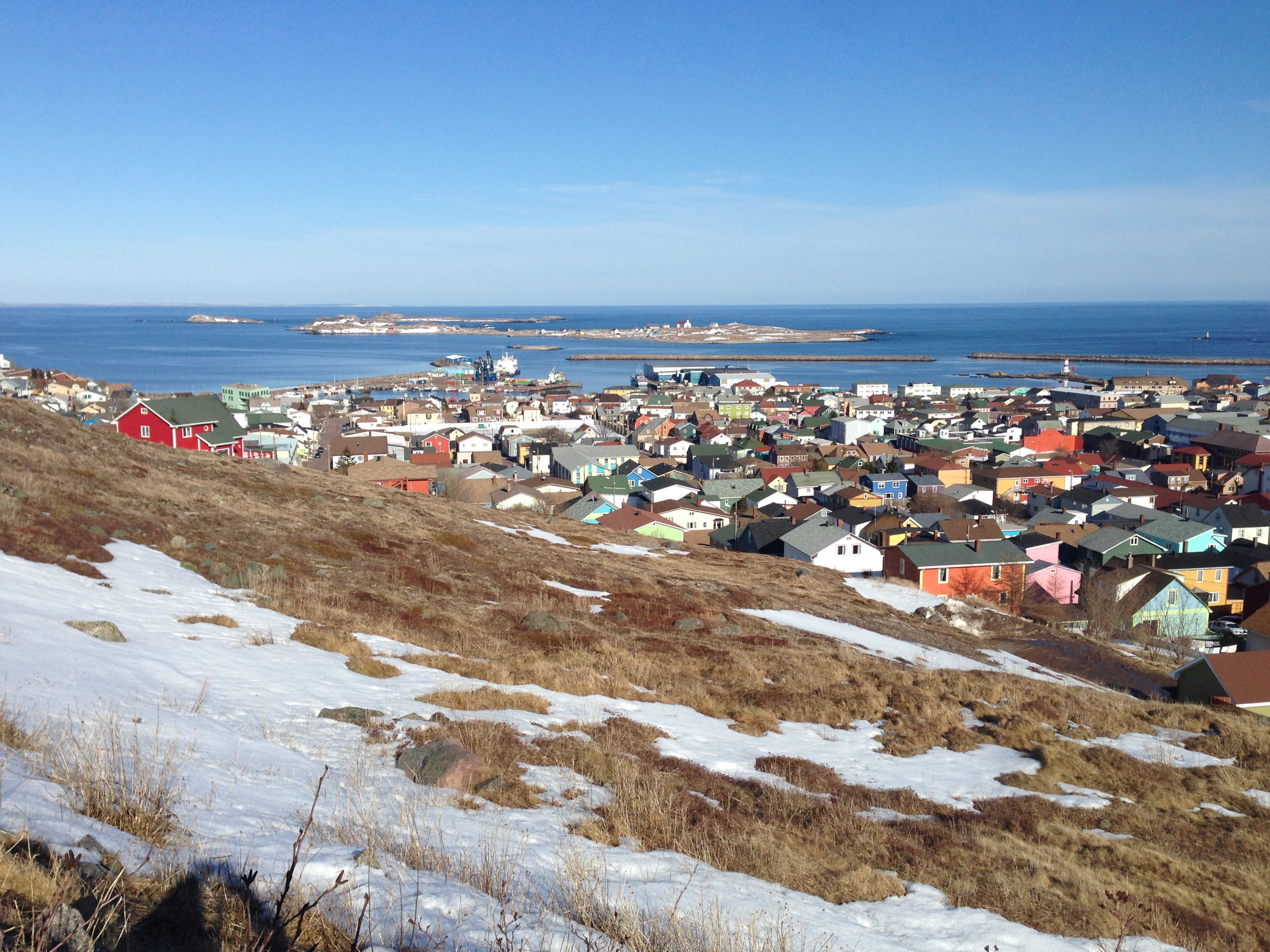

## Personnalités liées à l'archipel
- Nicolas Gautier (1731-1810), marin, administrateur de port et officier de milice acadien. La famille Gautier rejoint Saint-Pierre-et-Miquelon en 1766.
- René Noël Rosse (1767-1826), capitaine corsaire, armateur malouin, né à Saint-Pierre le 2 avril 1767 et mort à Saint-Servan le 19 avril 1826.
- Émile Riotteau (1837-1927), homme politique né à Saint-Pierre-et-Miquelon, député de la Manche puis sénateur.
- Emile Muselier (1882-1965), vice-amiral qui organisa le Ralliement de Saint-Pierre-et-Miquelon à la France libre, et grand-père de l'homme politique Renaud Muselier qui lui consacra un ouvrage.
- Constant Colmay (1903-1965), né à Saint-Pierre-et-Miquelon, officier des Forces françaises libres pendant la Seconde Guerre mondiale, compagnon de la Libération.
- Antoinette Pépin-Fitzpatrick (1908-1990), née à Saint-Pierre-et-Miquelon, pianiste et compositrice qui s'illustra en Argentine, où elle épousa Atahualpa Yupanqui.
- Simon Légasse (1926-2009), o.f.m.Cap, théologien et bibliste, né à Saint-Pierre.
- Jean-Marie Tillard (de), o.p., enseignant à l'Université Laval de Québec et spécialiste de l'œcuménisme, né à Saint-Pierre.
- Eugène Nicole (né en 1942 à Saint-Pierre), écrivain, a consacré une grande partie de sa vie à un grand roman autobiographique dont l'Archipel est le cadre principal, L'Œuvre des mers (Éditions de l'Olivier, 2011).
- Annick Girardin (1964), femme politique française, a exercé différentes fonctions électives depuis mars 2000, entre 2020 et 2022, elle est ministre de la Mer dans le gouvernement Castex.